# Biserica de lemn din Drăcești

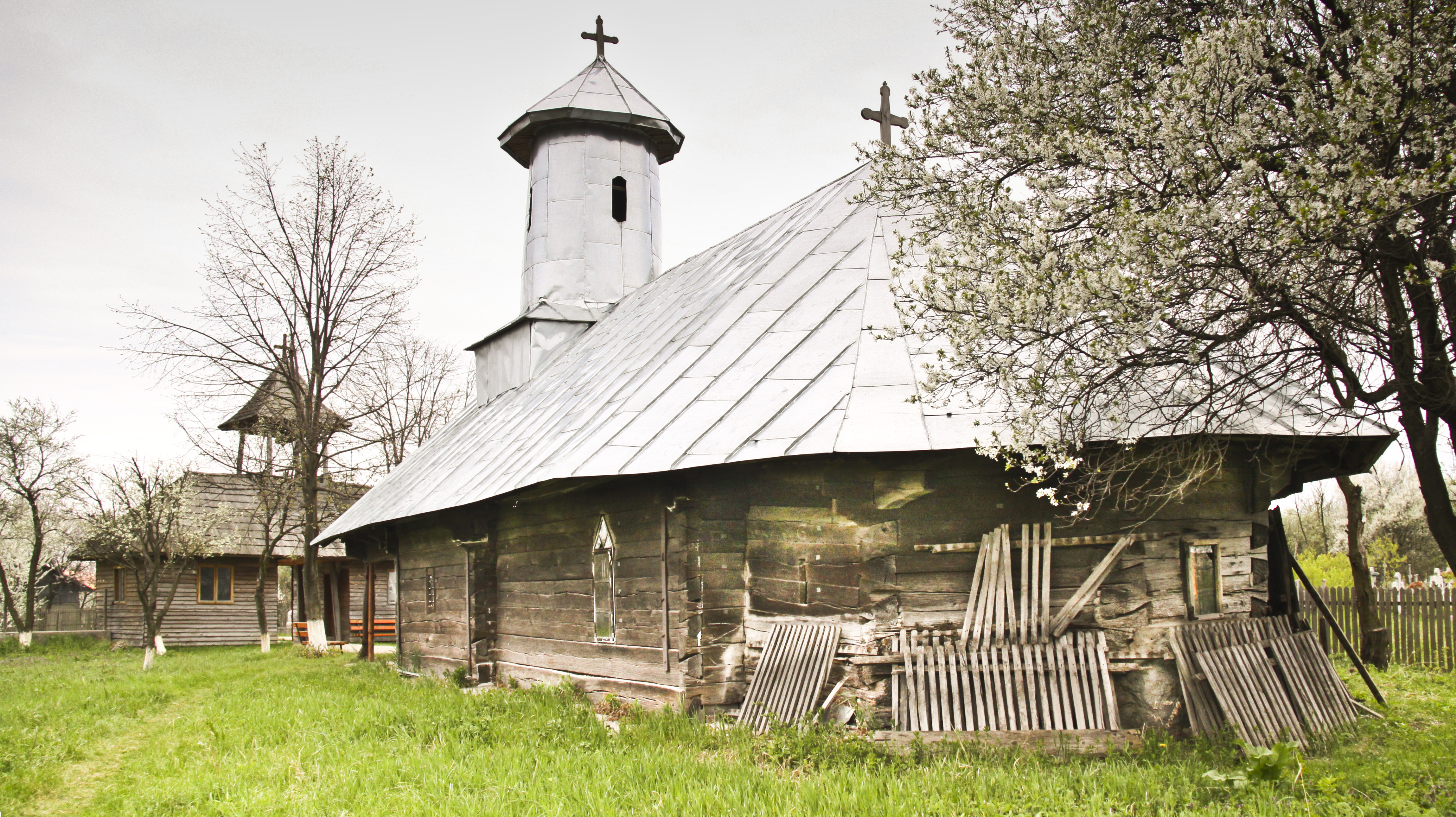
Biserica de lemn din Drăceşti, județul Teleorman. Foto: aprilie 2011

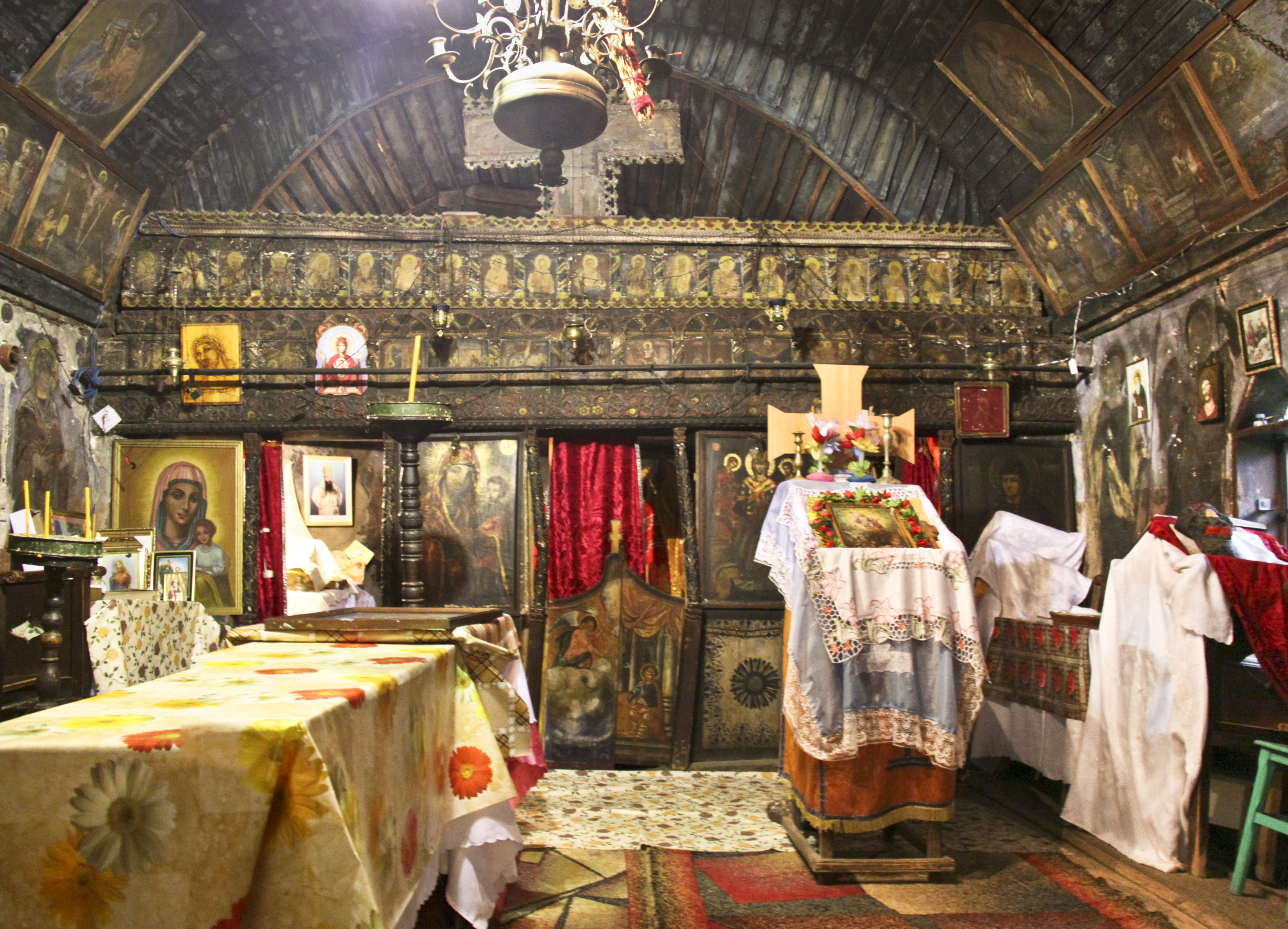
Interiorul naosului, spre iconostas. Foto: aprilie 2011

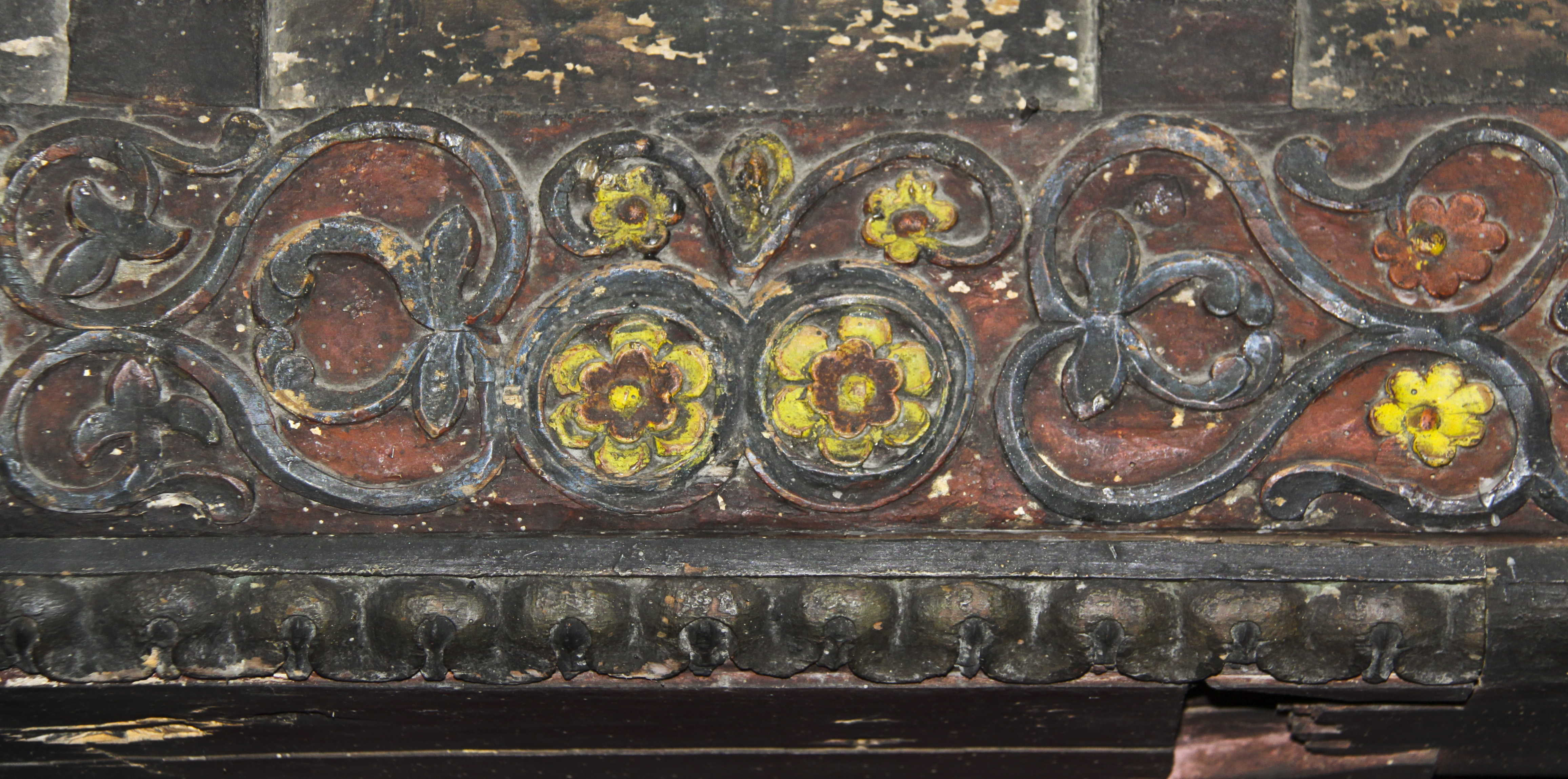
Sculptură filigrană, în stil brâncovenesc, pe tâmpla iconostasului. Foto: aprilie 2011

Biserica de lemn din Drăcești se află în localitatea omonimă, comuna Scurtu Mare din județul Teleorman și poartă hramul „Cuvioasa Paraschiva”. Este una dintre bisericile călătoare, fiind adusă din Argeș, din satul Cocu, și ridicată pe locul actual în anul 1859. Vechimea ei este mai mare, fiind formal databilă din secolul 18 sau cel mai devreme de la începutul secolului 19. Biserica din Drăcești prezintă valori documentare și artistice demne de păstrat, mai ales într-o zonă unde numărul vechilor biserici de lemn rămase este redus. Se remarcă prin structura bine păstrată, prin planul cu tinda mai largă decât restul încăperilor și prin elemente decorative, accentuate la pridvor și mai ales la iconostas. Biserica este înscrisă pe noua listă a monumentelor istorice, LMI 2004:  TR-II-m-A-14332.

## Istoric
După tradiția locală, biserica de lemn este una călătoare. Ea a fost adusă cu căruțele în Drăcești, din satul Cocu, zona Argeșului, la circa 80 de km depărtare. Radu Crețeanu, care a cules tradiția locală, susține că biserica ar fi fost construită de un mare meșter de biserici din Cocu, pe care acesta a făcut-o în satul lui și, după târguială, a transferat-o în Drăcești. Trăsăturile formale și elementele decorative ale bisericii indică o vechime mai mare, fiind foarte probabil în uz încă din secolul anterior. Din această cauză se poate presupune că este vorba de o veche biserică din Cocu, eventual din împrejurimi. Biserica cea veche de lemn din Cocu este surprinsă de catagrafiile din 1808, 1824 și 1833 și era ridicată pe moșie de moșteni. În Cocu, după numele vechi Cocul în Vale sau Valea Cocu, lăcașul a servit o bună vreme drept biserică parohială, înainte de a fi fost înlocuit de actuala biserică de zid, în anul 1856.
Un eveniment important din destinul acestei construcții este transferul și reconstrucția ei în Drăcești, în anul 1859. Povestea aducerii bisericii din Cocu a fost transmisă oral de un localnic, Radu Dincă, al cărui bunic a participat la eveniment. Locuitorii din Drăcești au cumpărat biserica și plătit meșterul din Cocu cu 7 lire turcești. În localitate a existat o altă biserică, anterioară, care a ars și care se spunea că ar fi fost adusă tot din Cocu. Odată cu remontarea bisericii în Drăcești a fost probabil adăugat pridvorul în fața intrării. Cea mai mare parte a icoanelor din biserică sunt aduse cu biserica, purtând amprenta școlii de zugravi din zona Argeșului.
Peretele de la intrare și întreg interiorul au fost cercuite, tencuite și zugrăvite în anul 1893 de zugravul evreu Lazăr din București. Tot atunci a fost refăcut acoperișul cu fronton spre apus, o schimbare întâlnită și la bisericile din Sârbenii de Jos și Sericu.
Dintr-o fază ulterioară datează învelitoarea de tablă și lărgirea ferestrelor.

## Trăsături
Biserica din Drăcești are dimensiuni modeste, planimetrie neobișnuită și câteva elemente artistice care o scot în evidență.
De la vest la est, biserica este împărțită în cele patru încăperi tradiționale: pridvor pe stâlpi ciopliți, tindă largă, naos mai îngust și un altar. Tinda mai largă decăt celelalte încăperi ale bisericii este neobișnuită. Altarul este cel mai îngust și terminat poligonal, în cinci laturi. Iconostasul păstrează icoanele împărătești, de o parte și de alta a celor trei uși spre altar. Bolta interioară din naos are formă semicilindrică, în timp ce tinda este tăvănită pe sub tălpile turnului. Încăperile sunt luminate de un număr redus de ferestre. Dintre acestea una singură, la altar, pe latura de sud, a rămas în forma ei originală, înaltă și îngustă, tăiată între două bârne. Turnul este ridicat peste tindă, pe un tambur rectangular, după modelul binecunoscut la biserica de lemn din Drăguțești, nu departe de Cocu.
Structura originală se păstrează în mare parte și a fost ridicată din bârne groase de stejar, fasonate din lemne întregi ce-și păstrează inima în ele. Bârnele au fost încheiate la colțuri în cheotori netede, bisericești, în coadă de rândunică. Bârnele sunt întărite pe verticală cu cepuri, pentru a opri deformările în perete. Se remarcă semnele de mutare de pe grinzi, cosoroabele streșinilor și chiar de pe căpriorii acoperișului.
Din punct de vedere artistic, se remarcă în principal tâmpla bogat și filigranat sculptată a iconostasului, care amintește oarecât atât prin decor cât și prin pictură bisericile de lemn din Valea Cucii și Izbășești. Afară, se înșiră pe linia pridvorului șase stălpi puternic profilați.

## Imagini din exterior

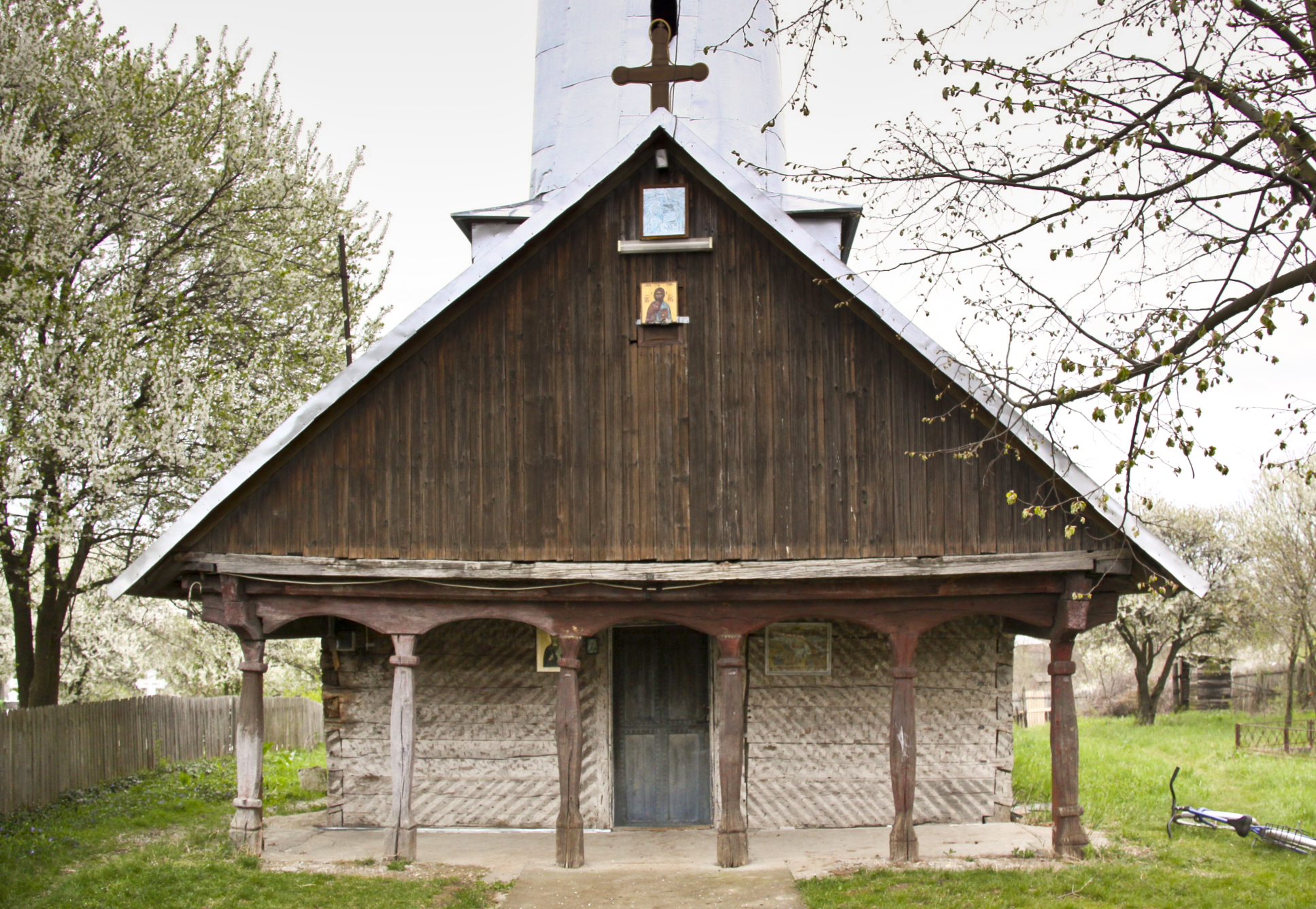
pridvor
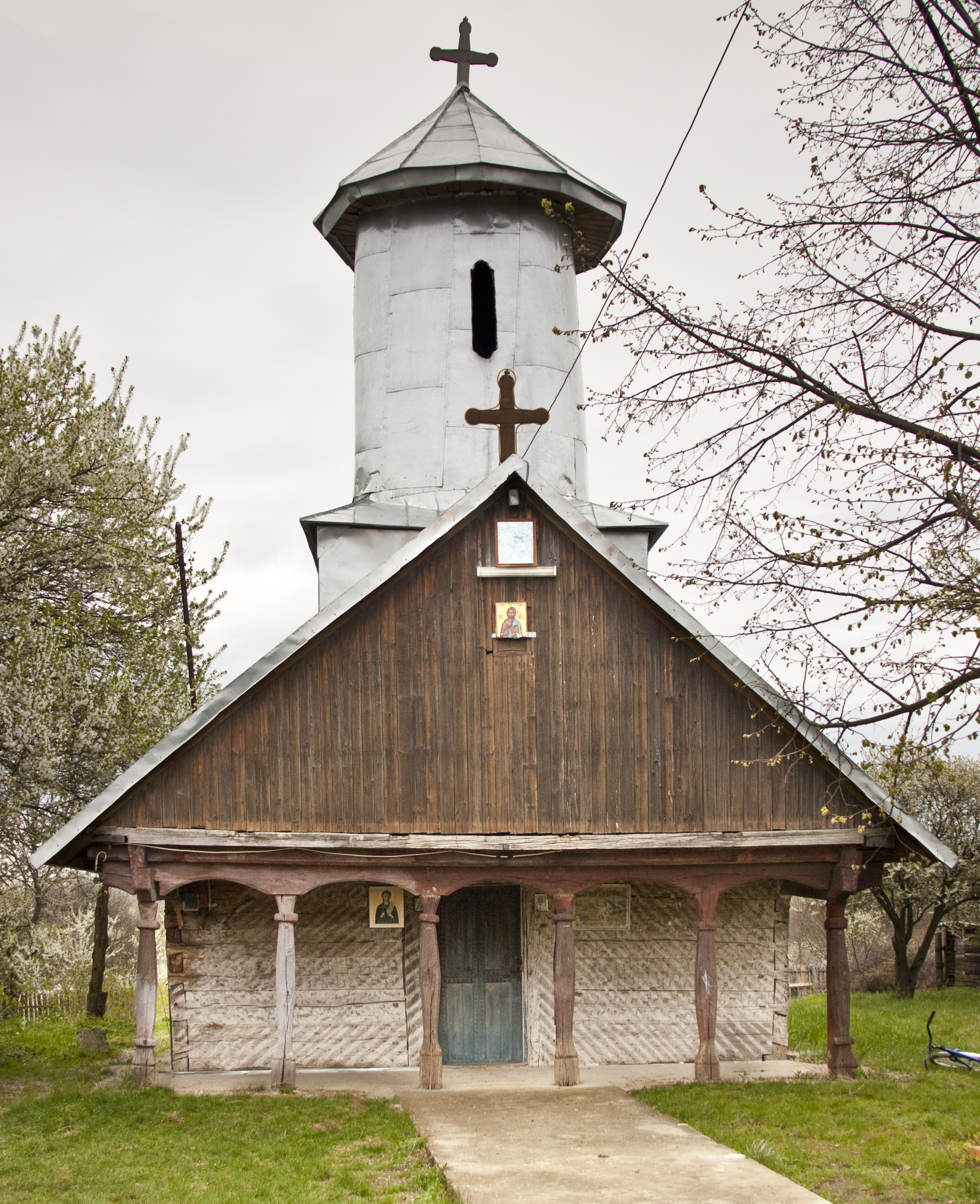
vest
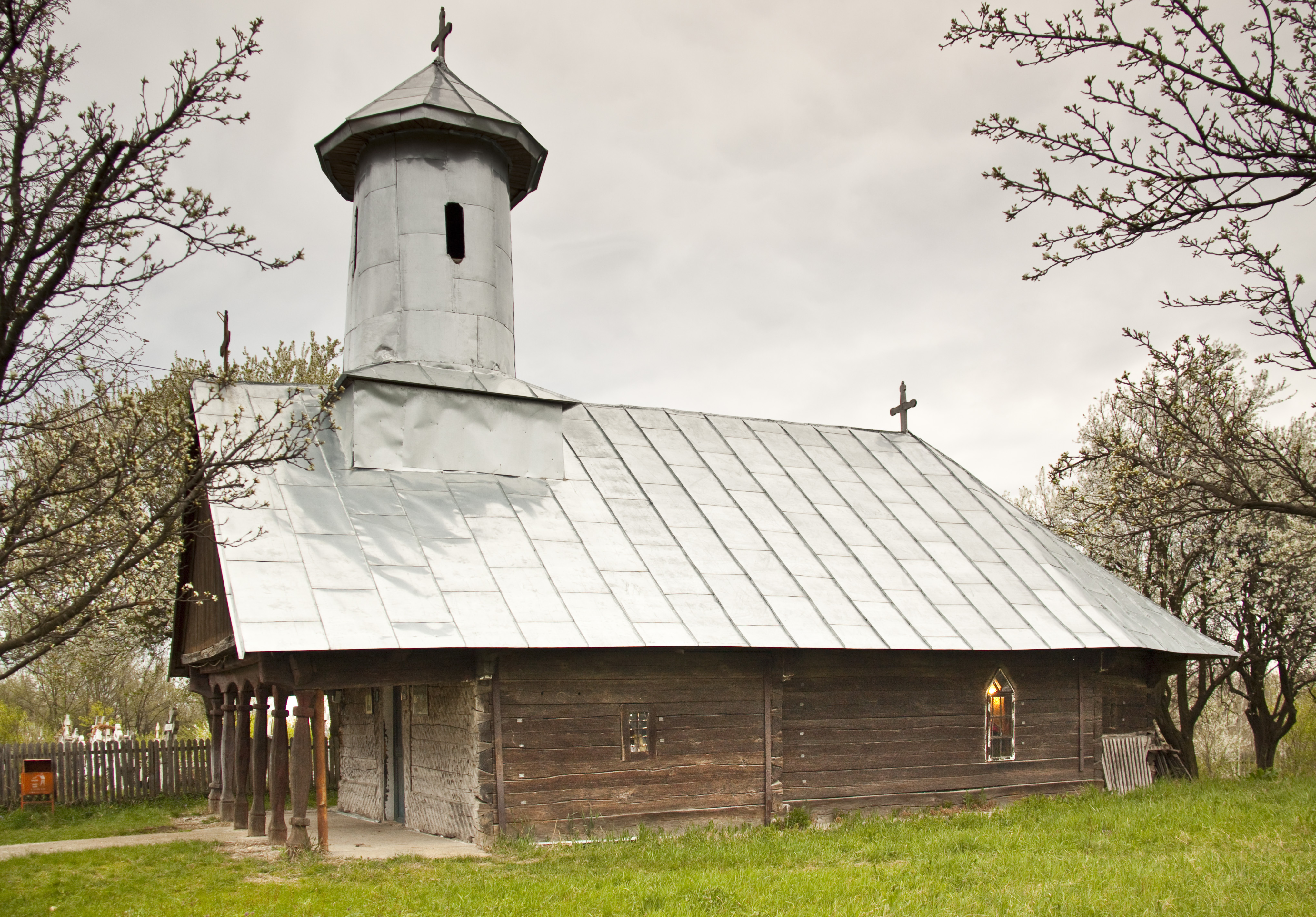
sud-vest
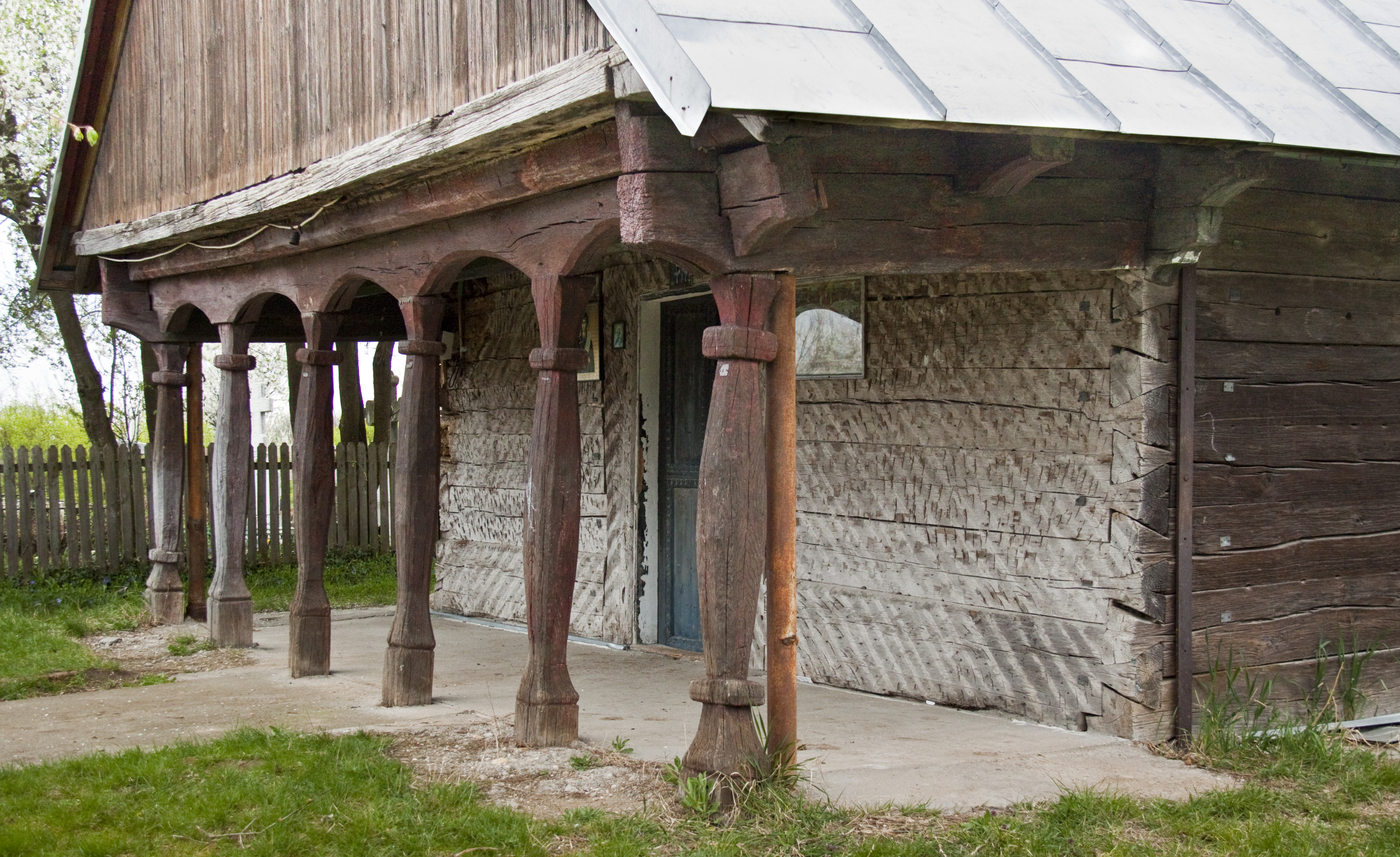
pridvor, sud-vest
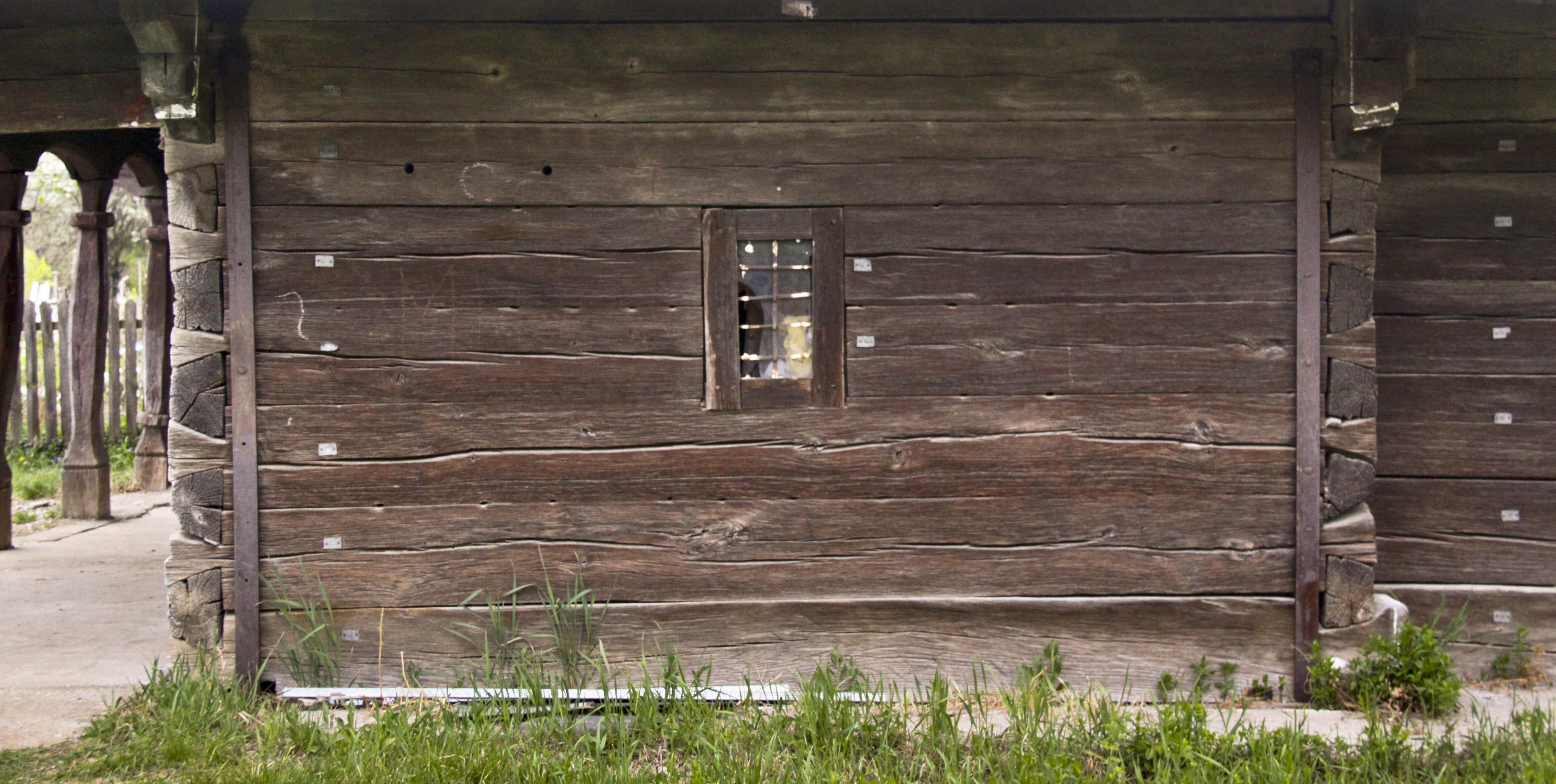
tinda, sud
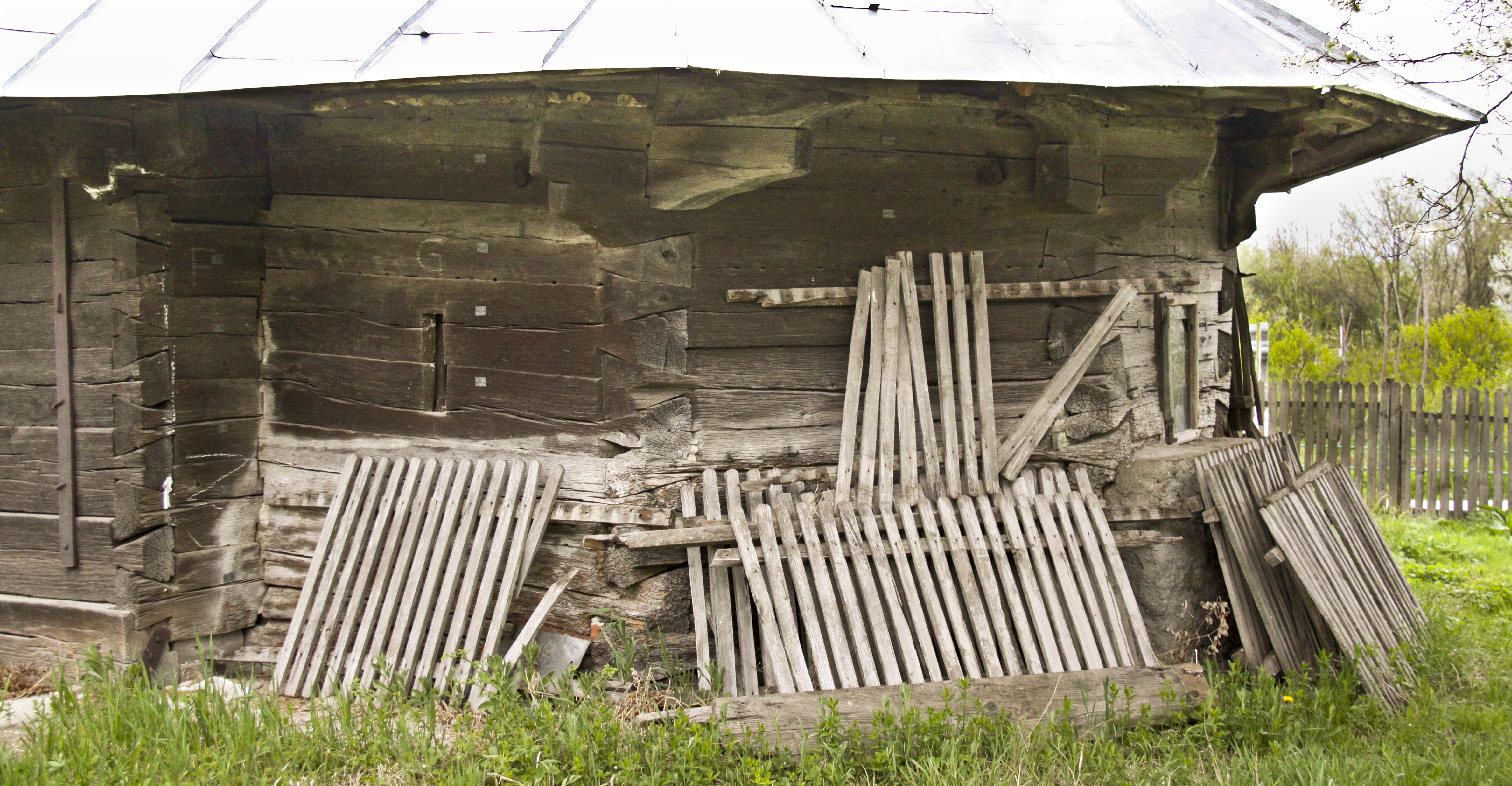
altar, sud-est
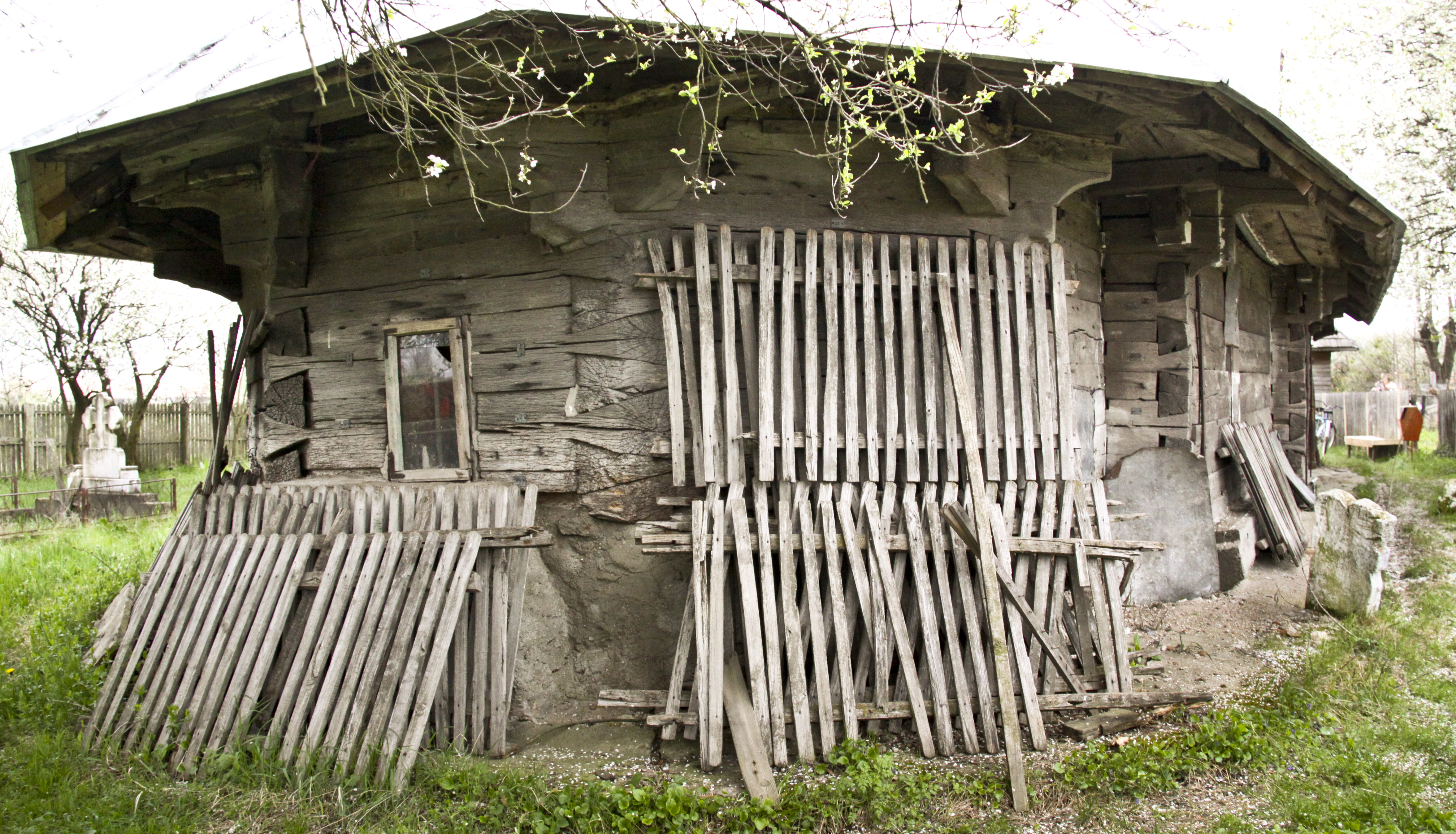
altar, est
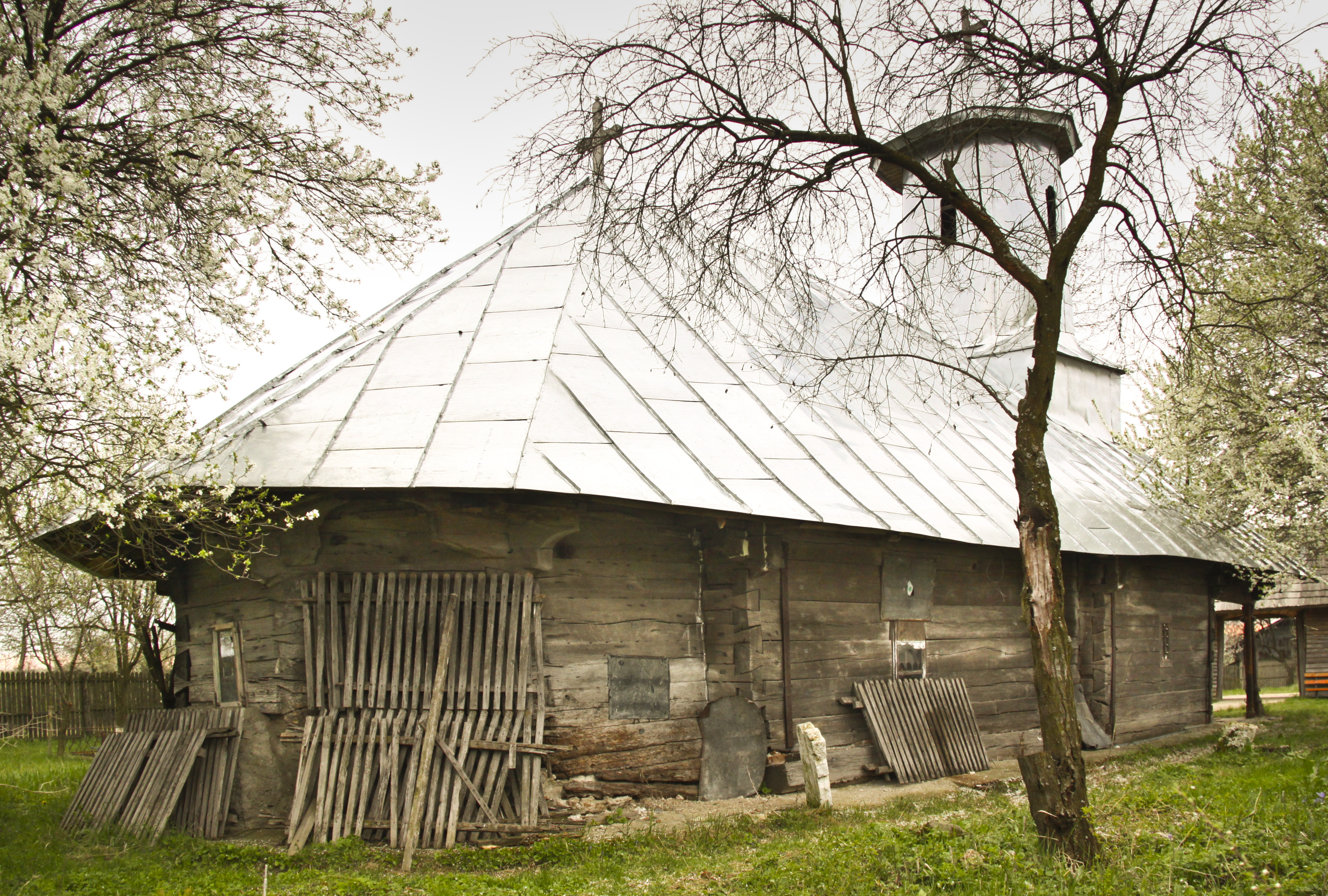
nord-est
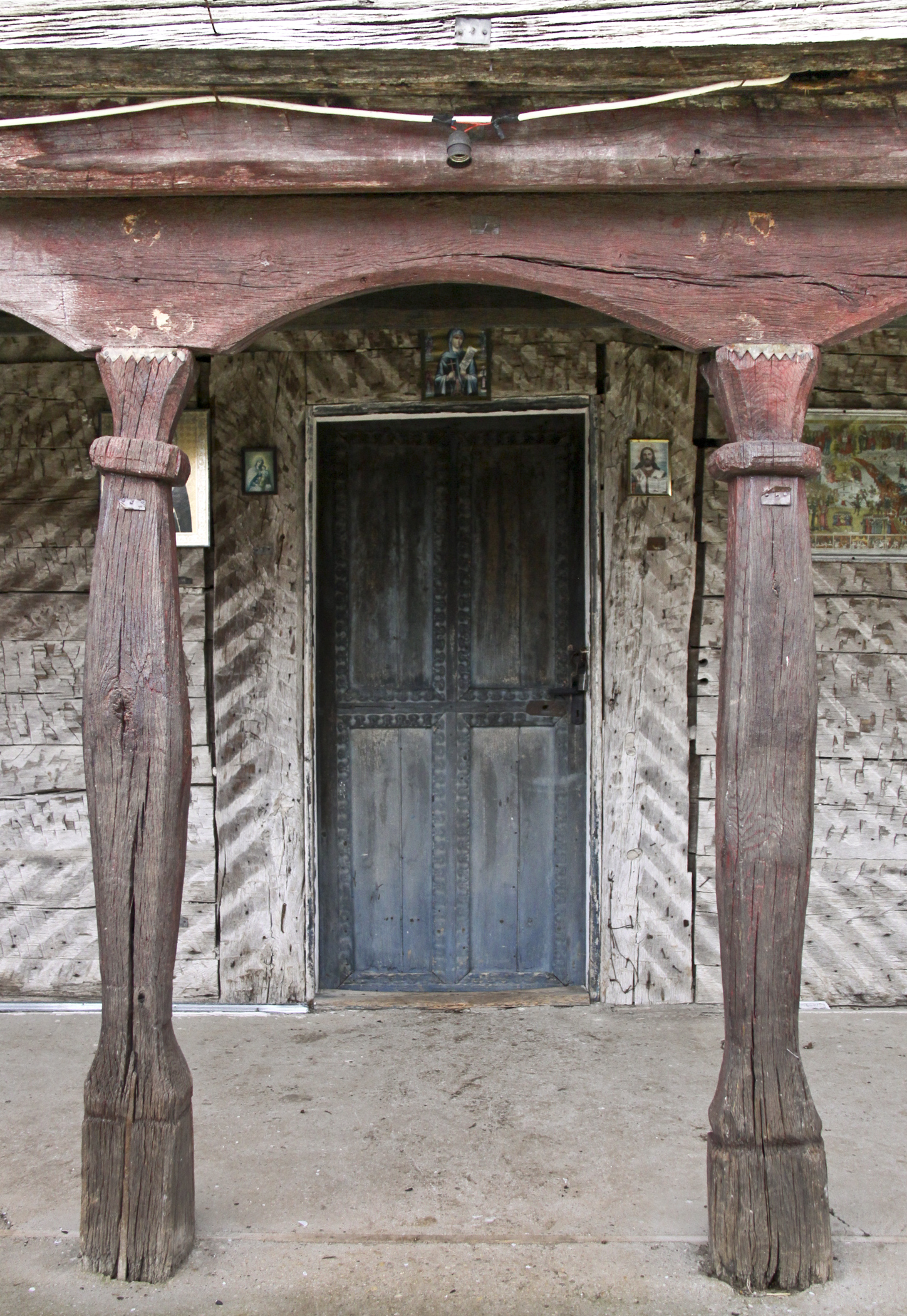
intrare
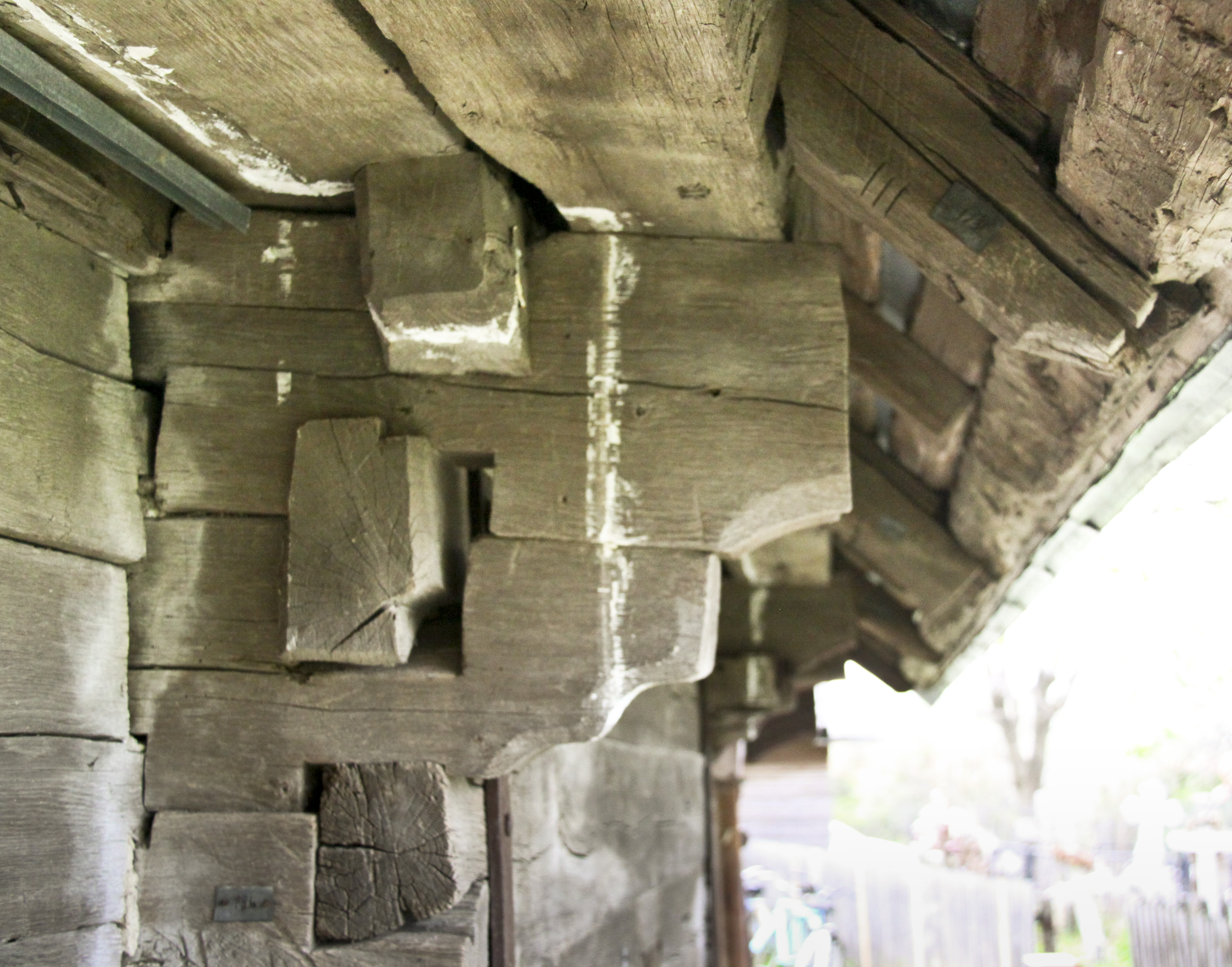
streaşină, nord
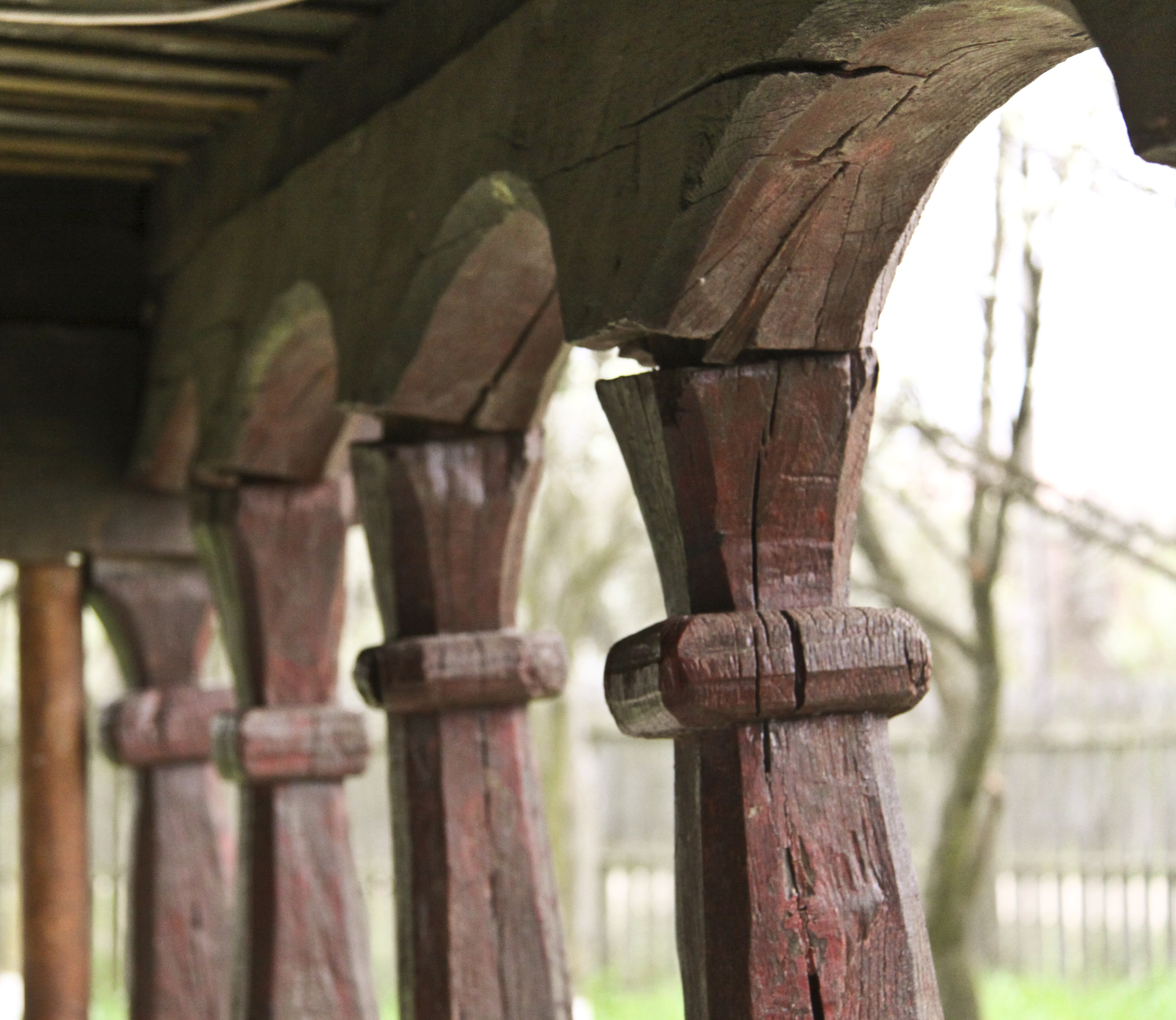
capete de stâlpi
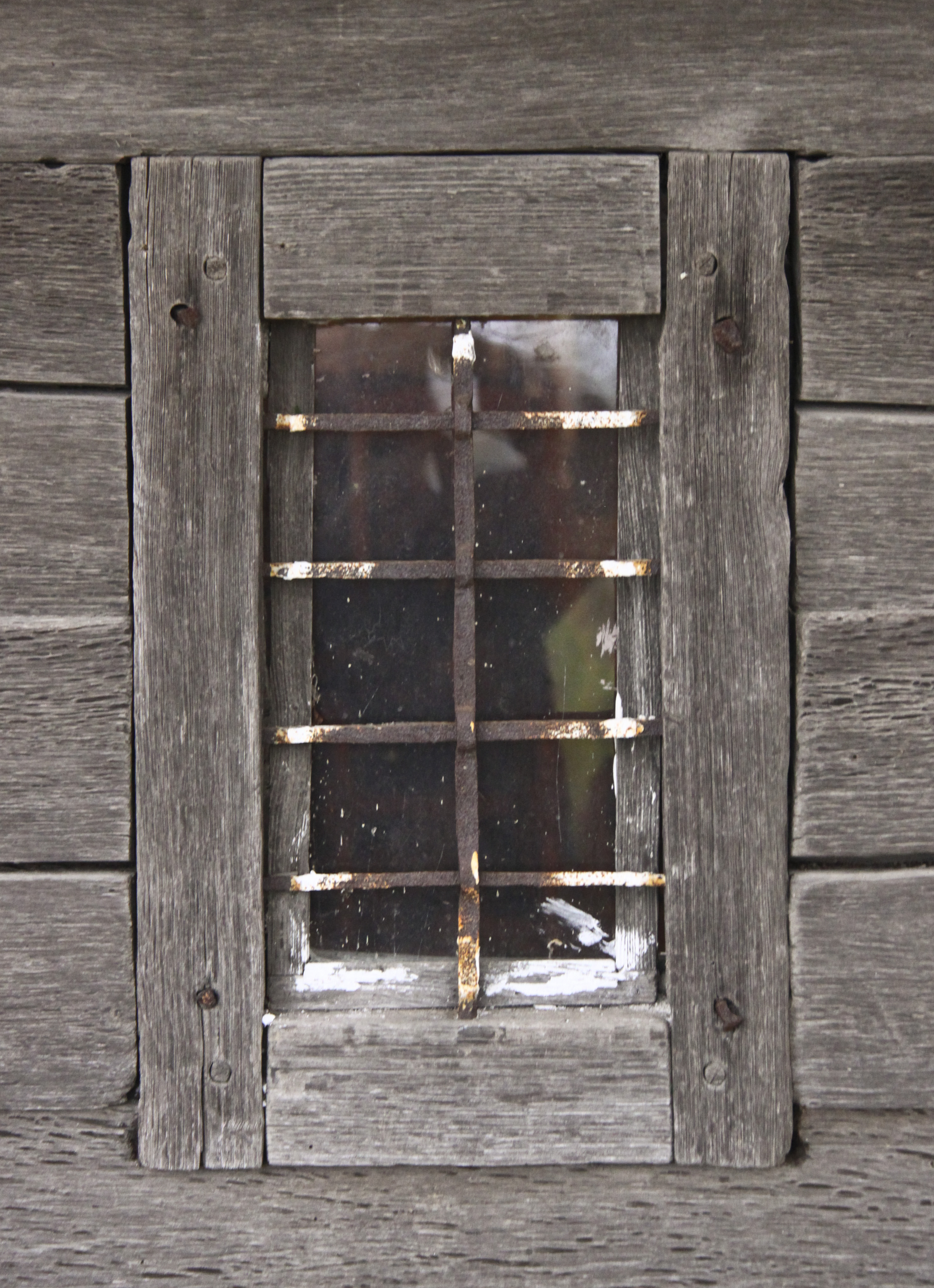
fereastră, nord, tindă
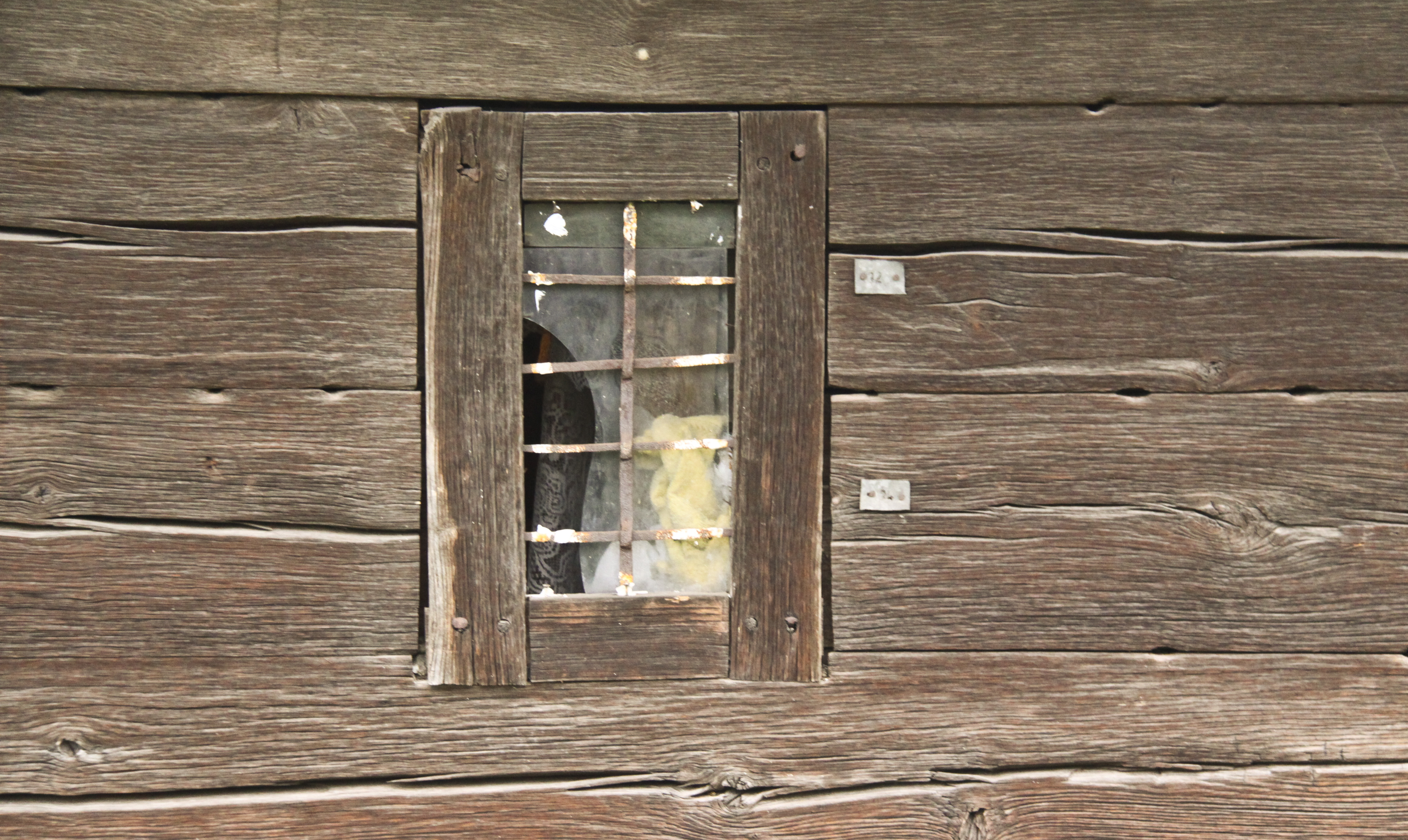
fereastră, sud, tindă
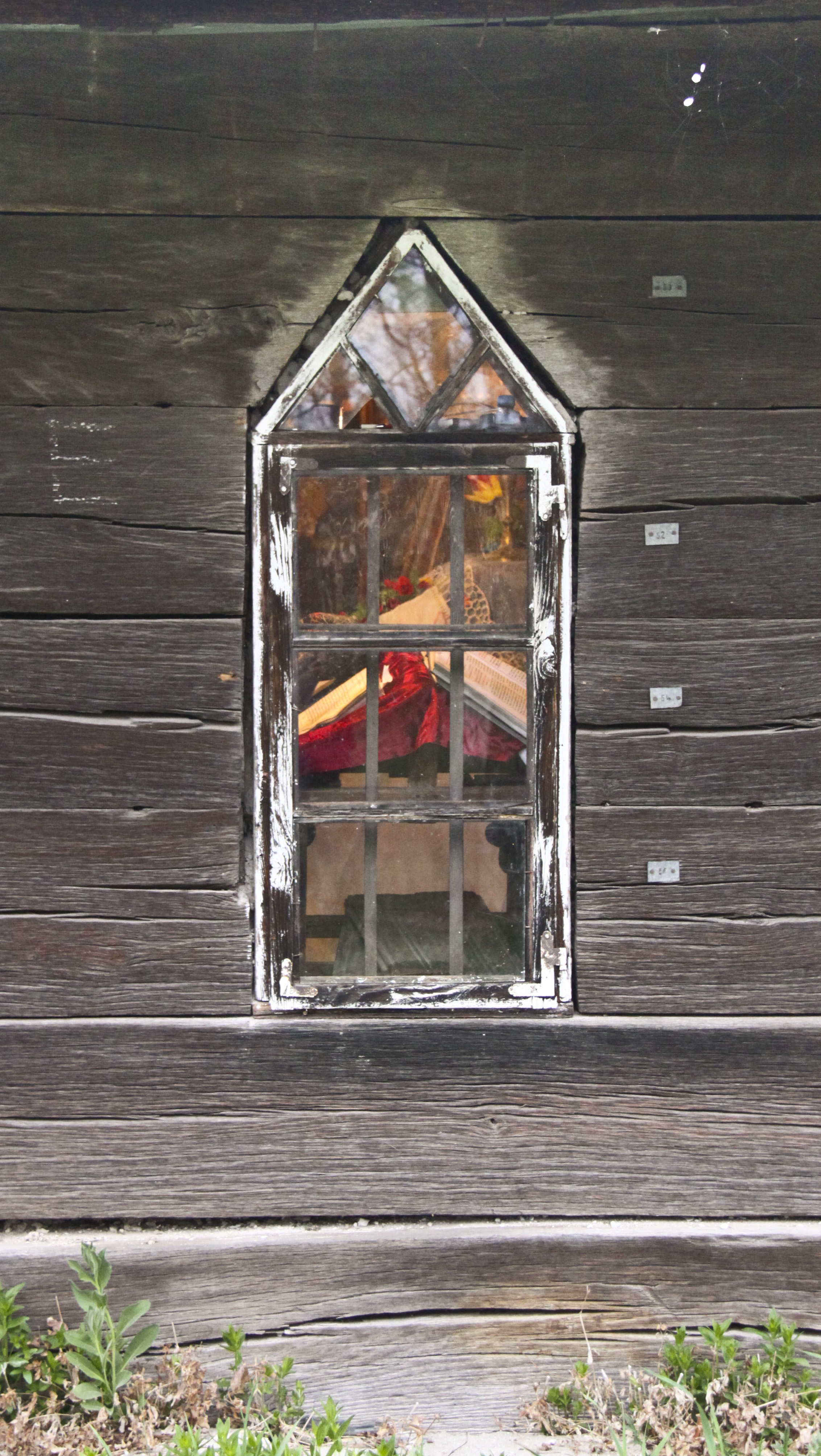
fereastră, sud, naos
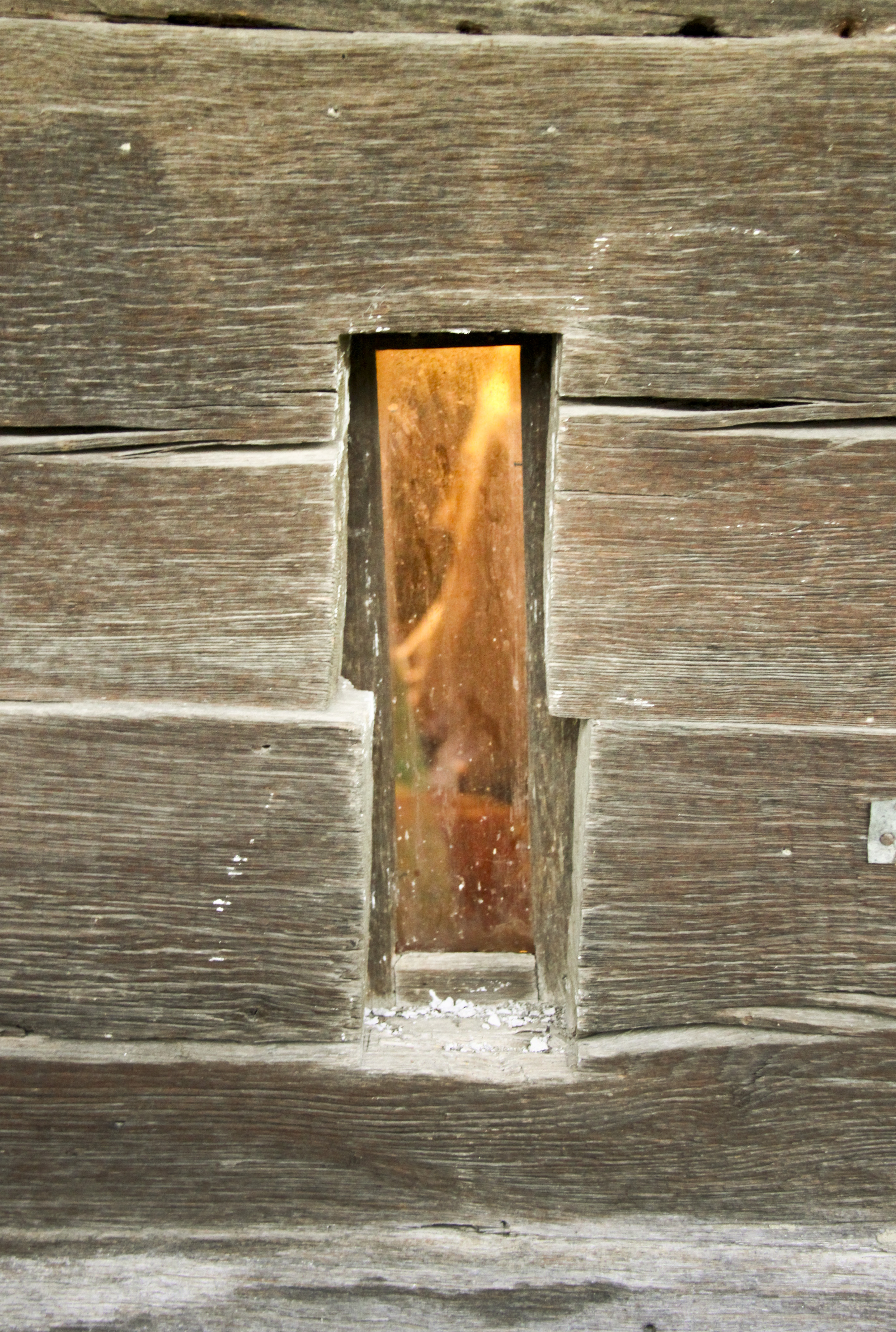
fereastră originală, sud, altar
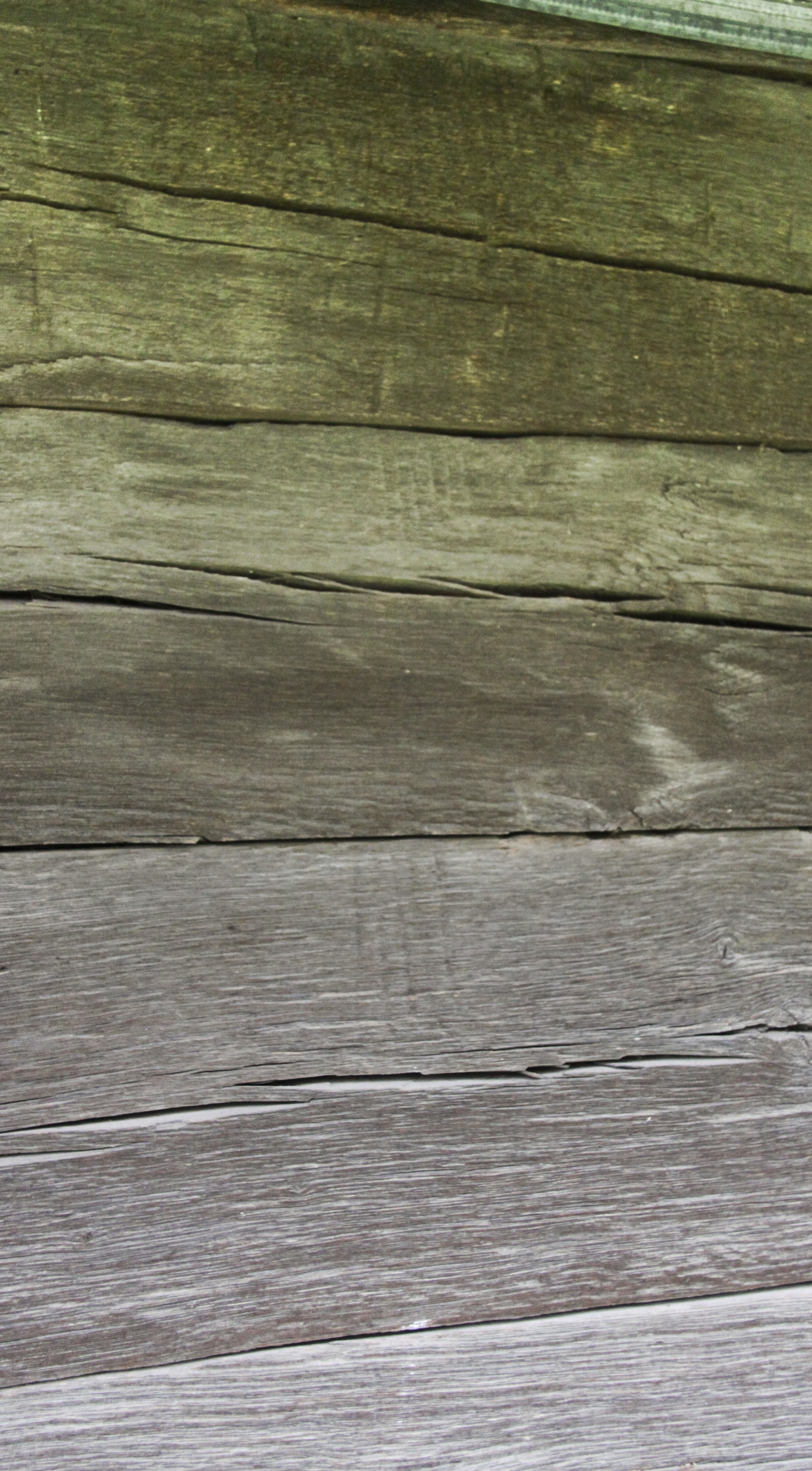
semne de mutare
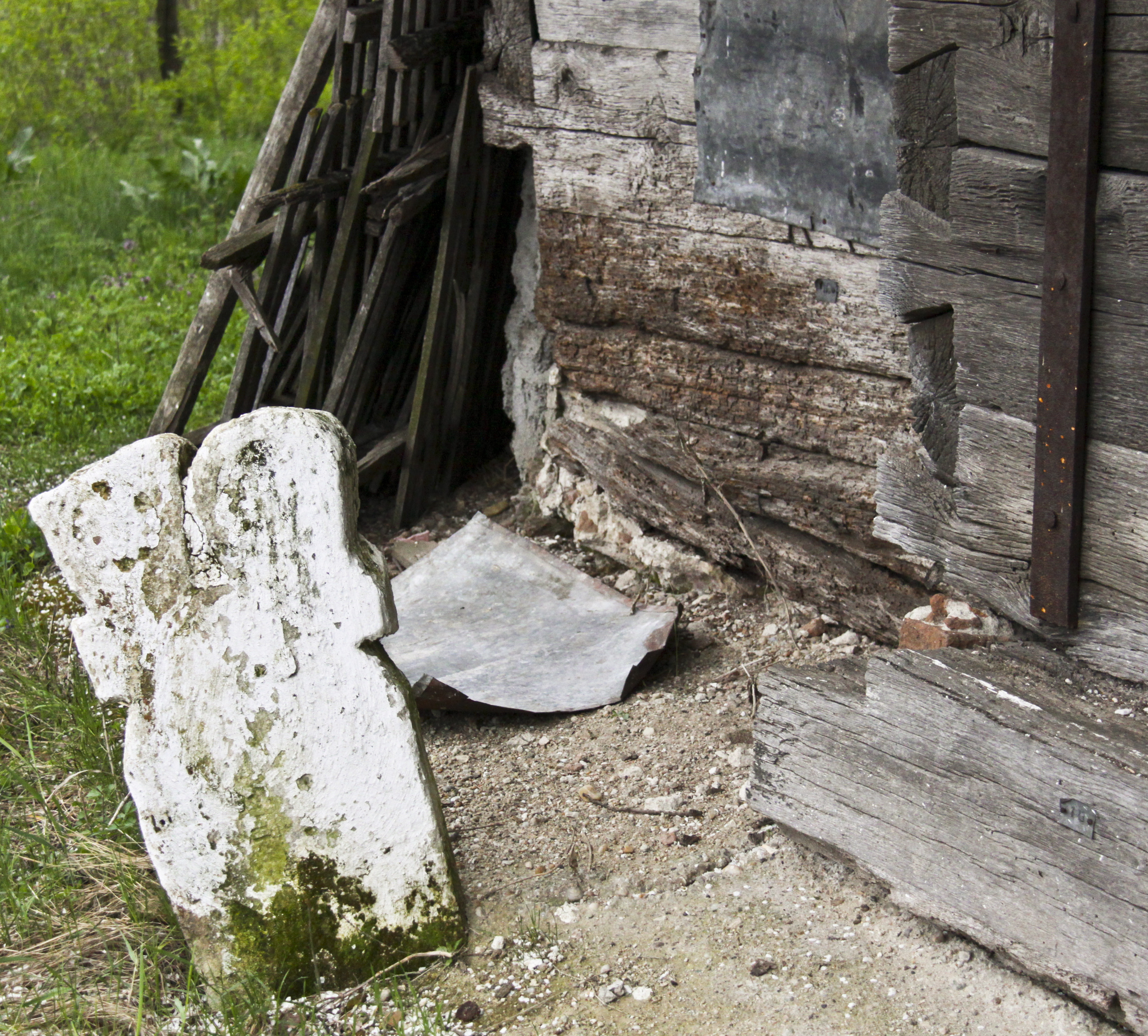
cruci pereche la colţul bisericii
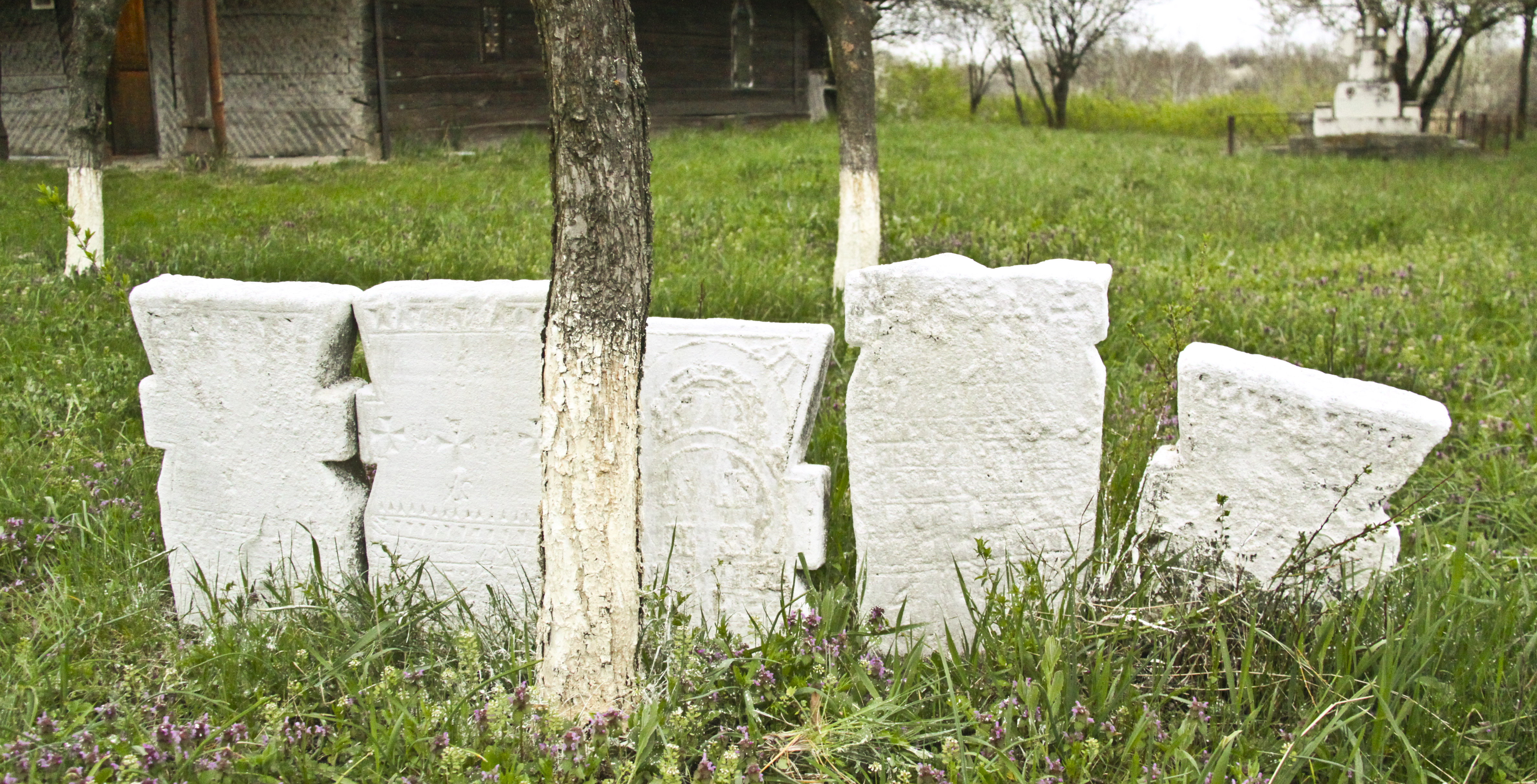
rând de cruci în cimitir
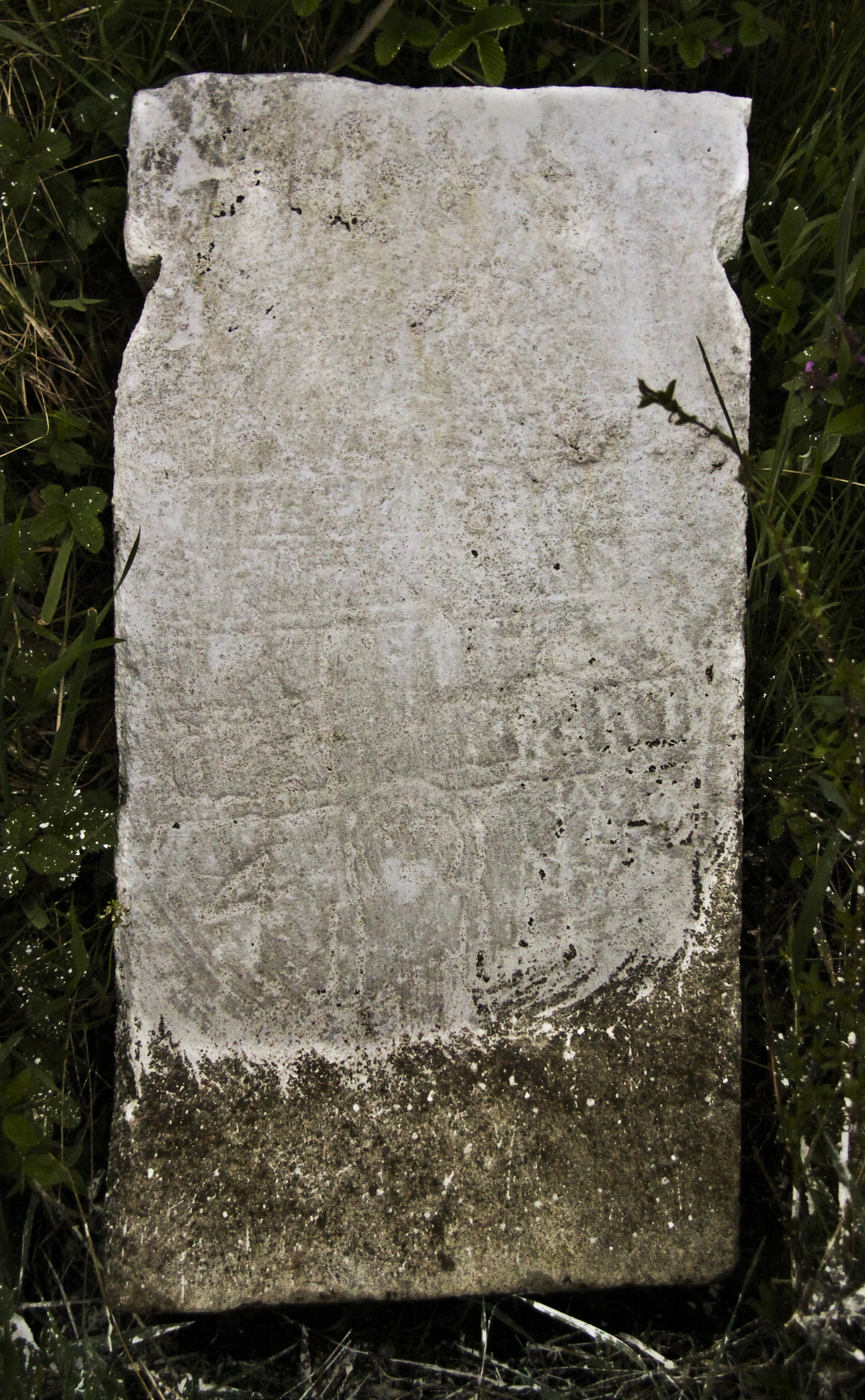
cruce de piatră

## Imagini din interior

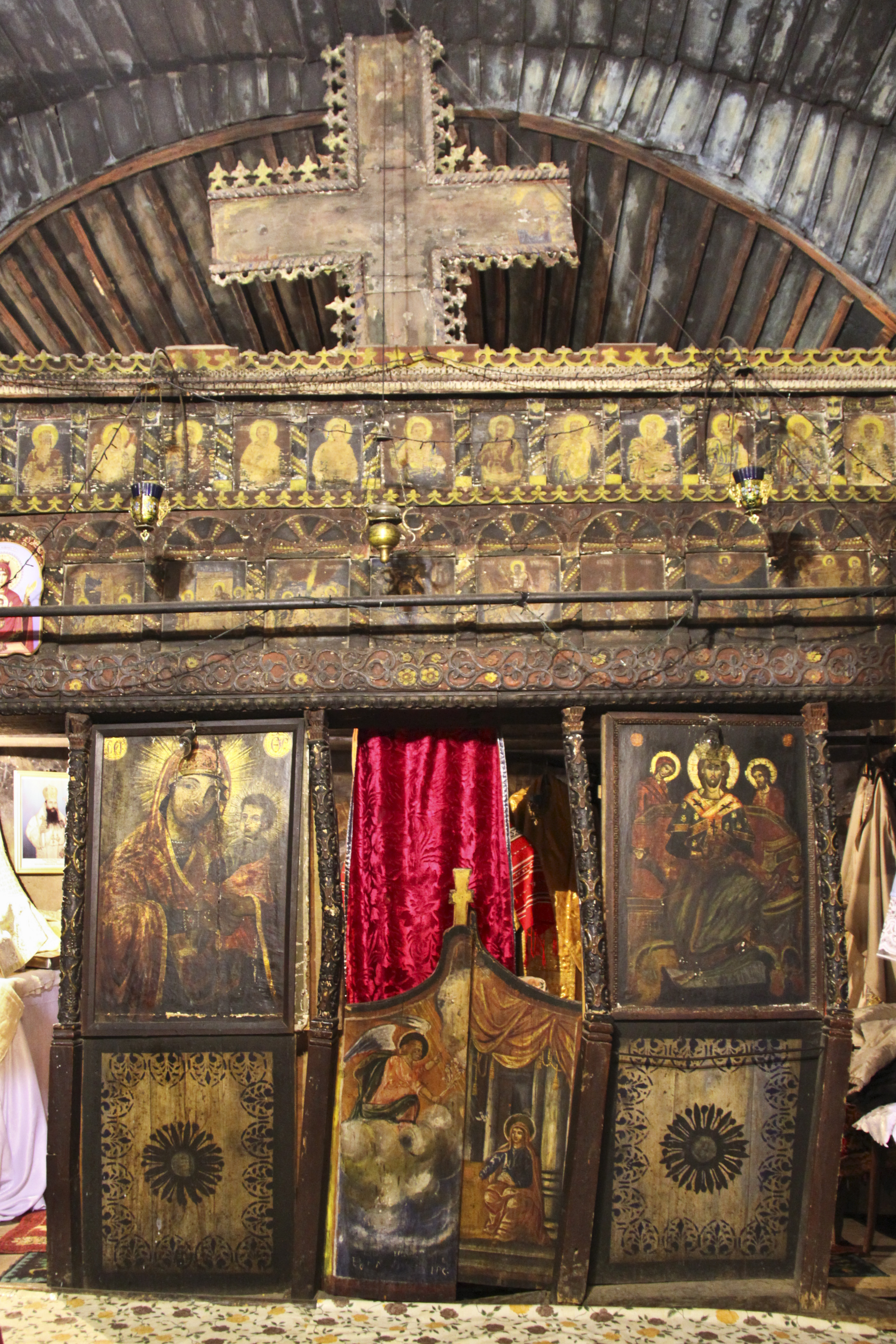
uşile împărăteşti
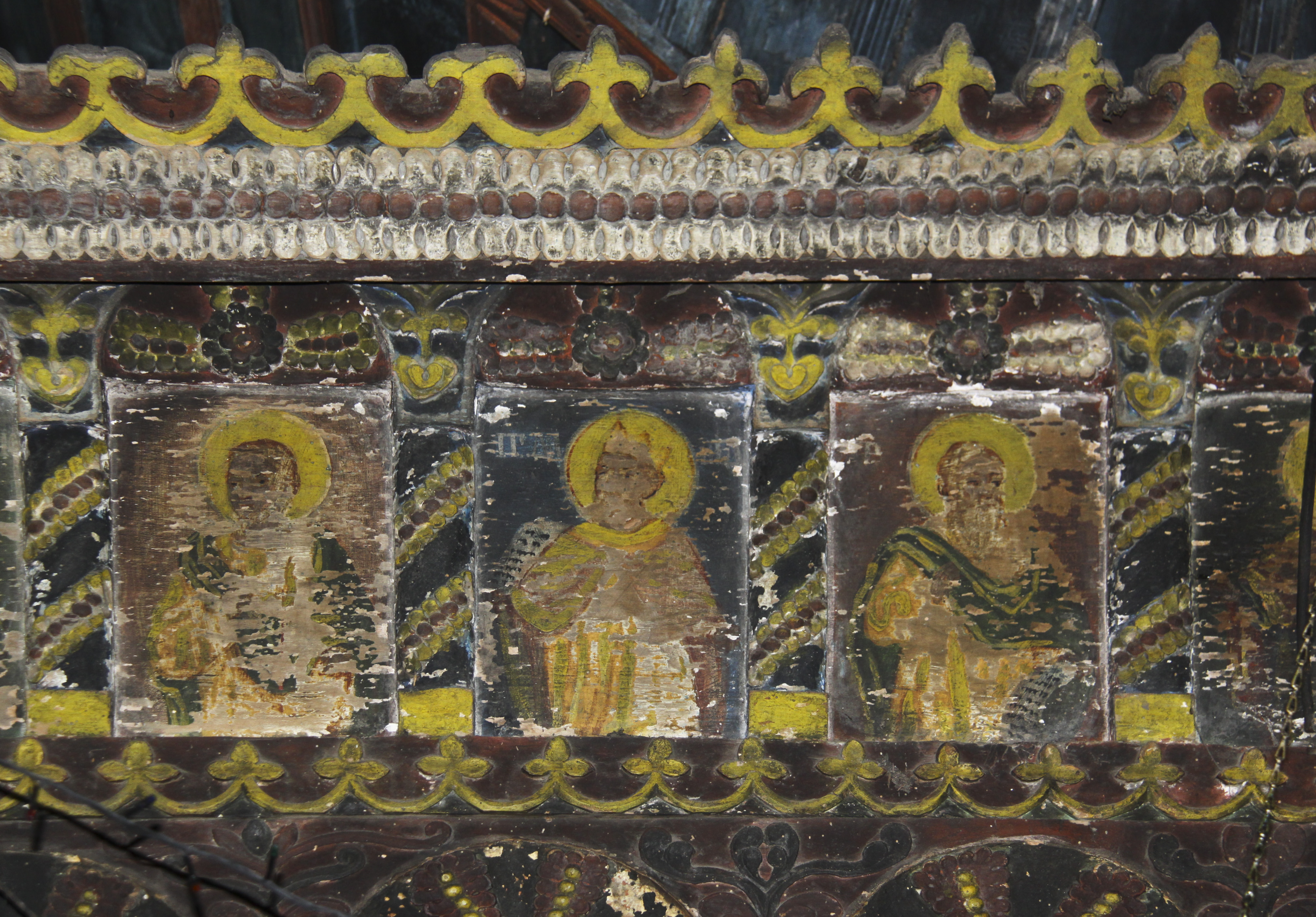
detaliu tâmplă
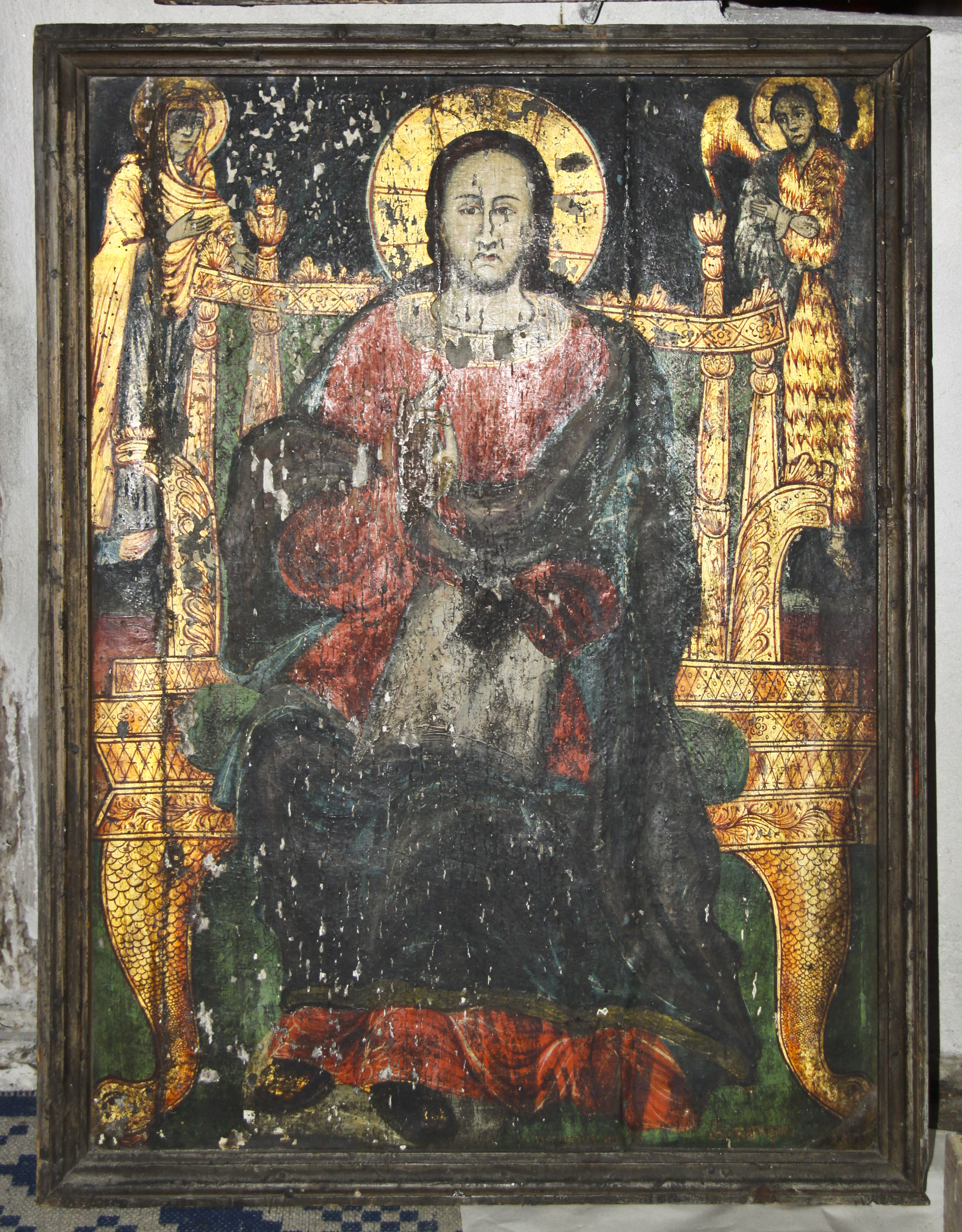
icoană împărătească
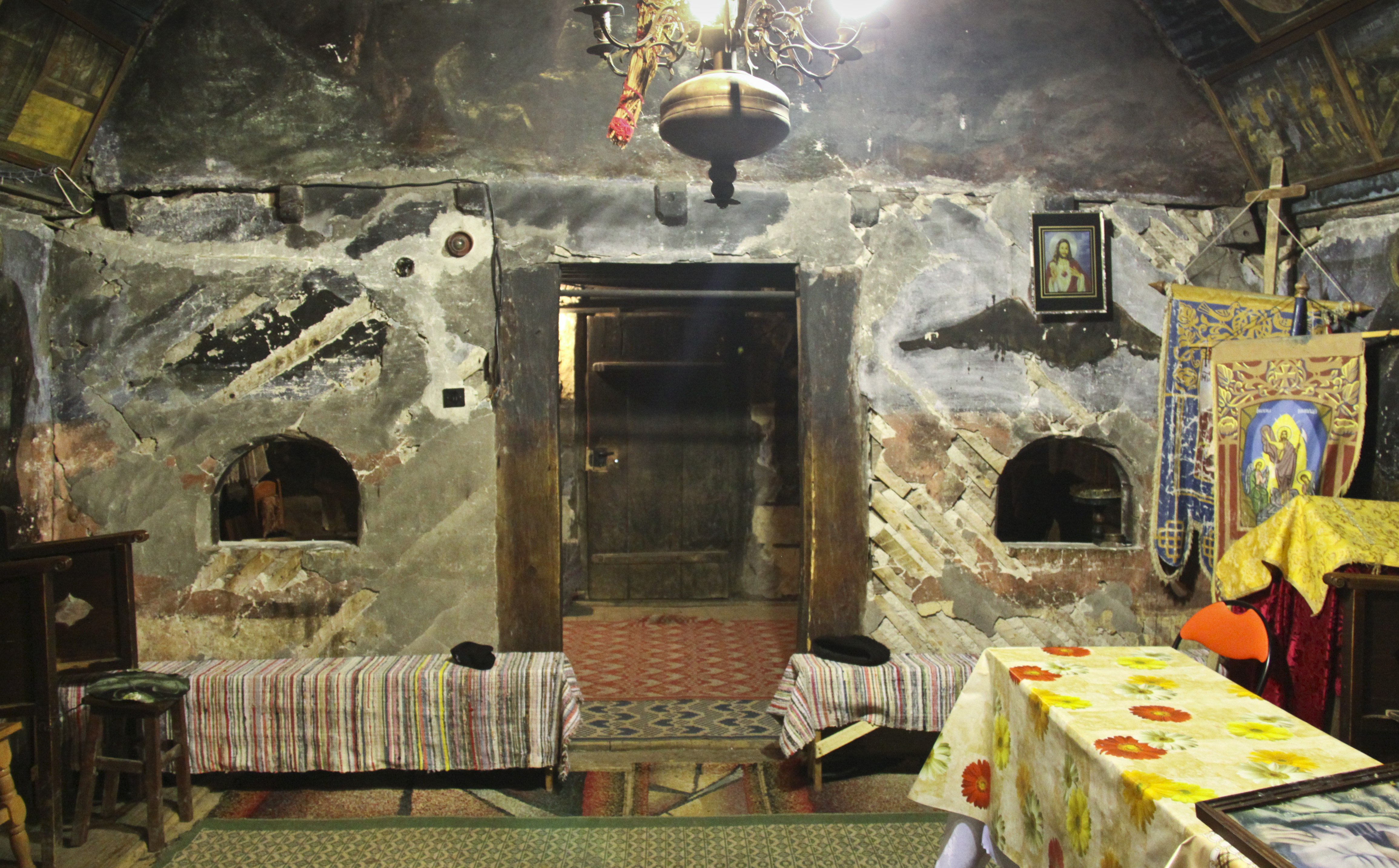
intrarea în naos
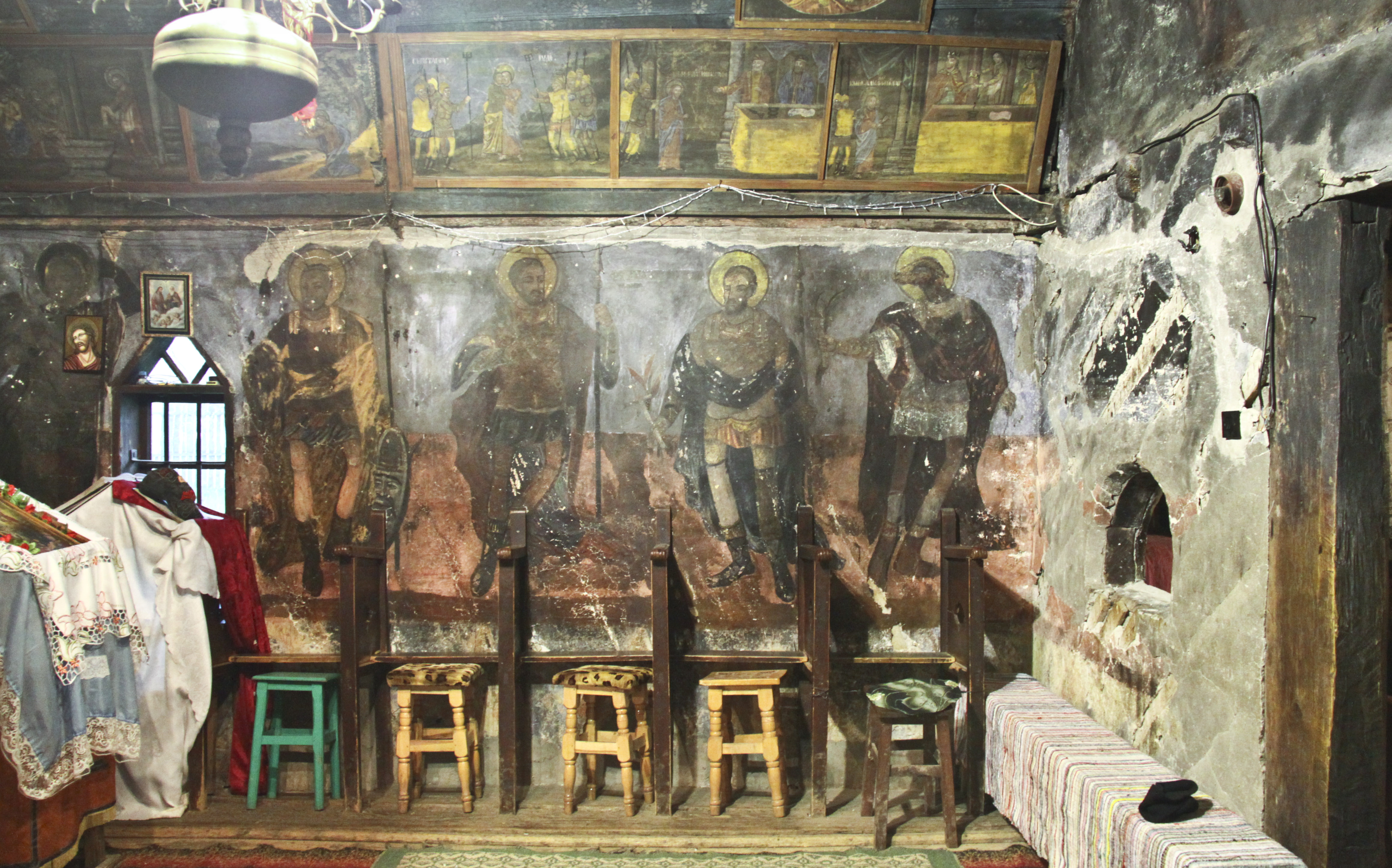
naos, sud
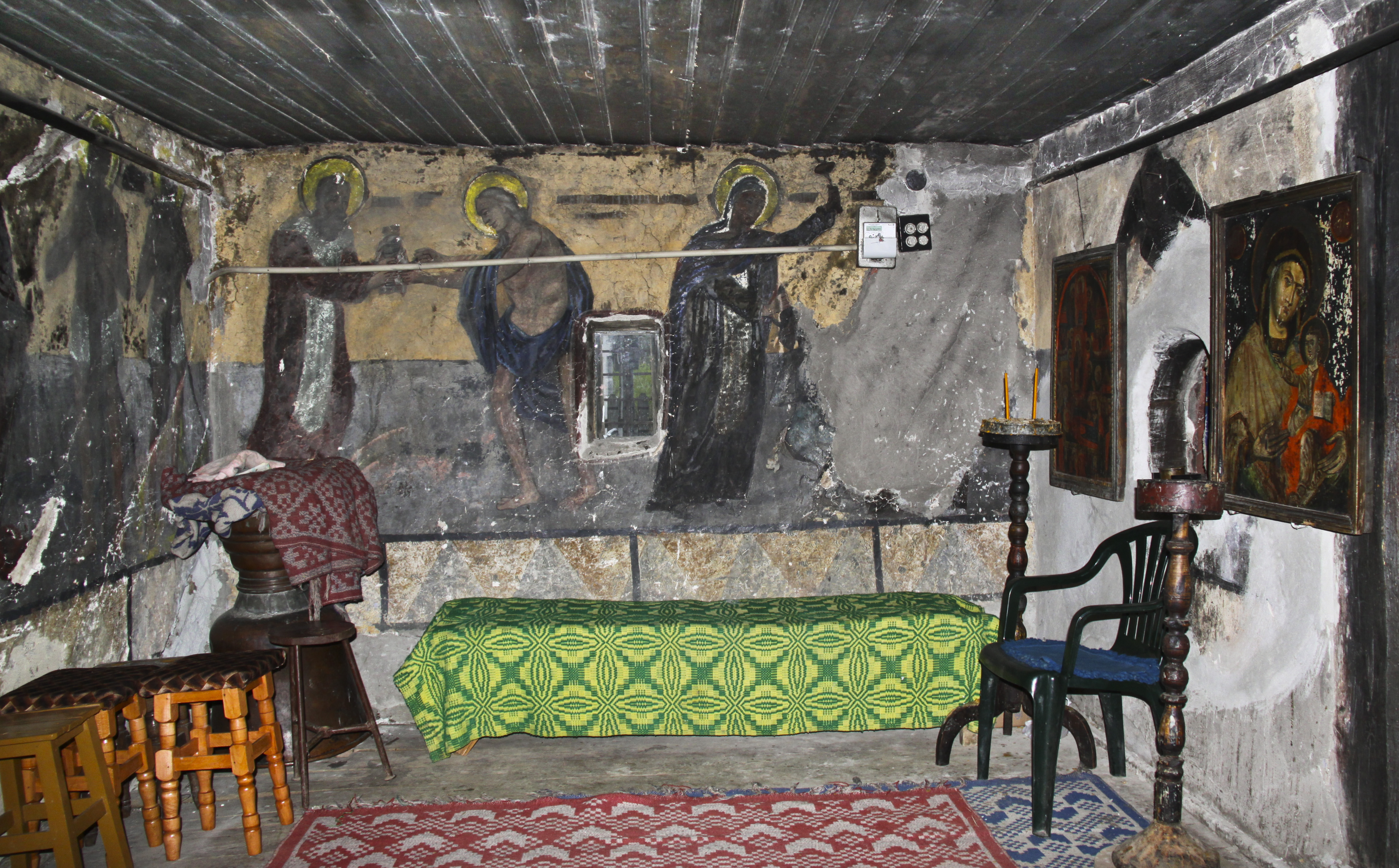
tinda, nord
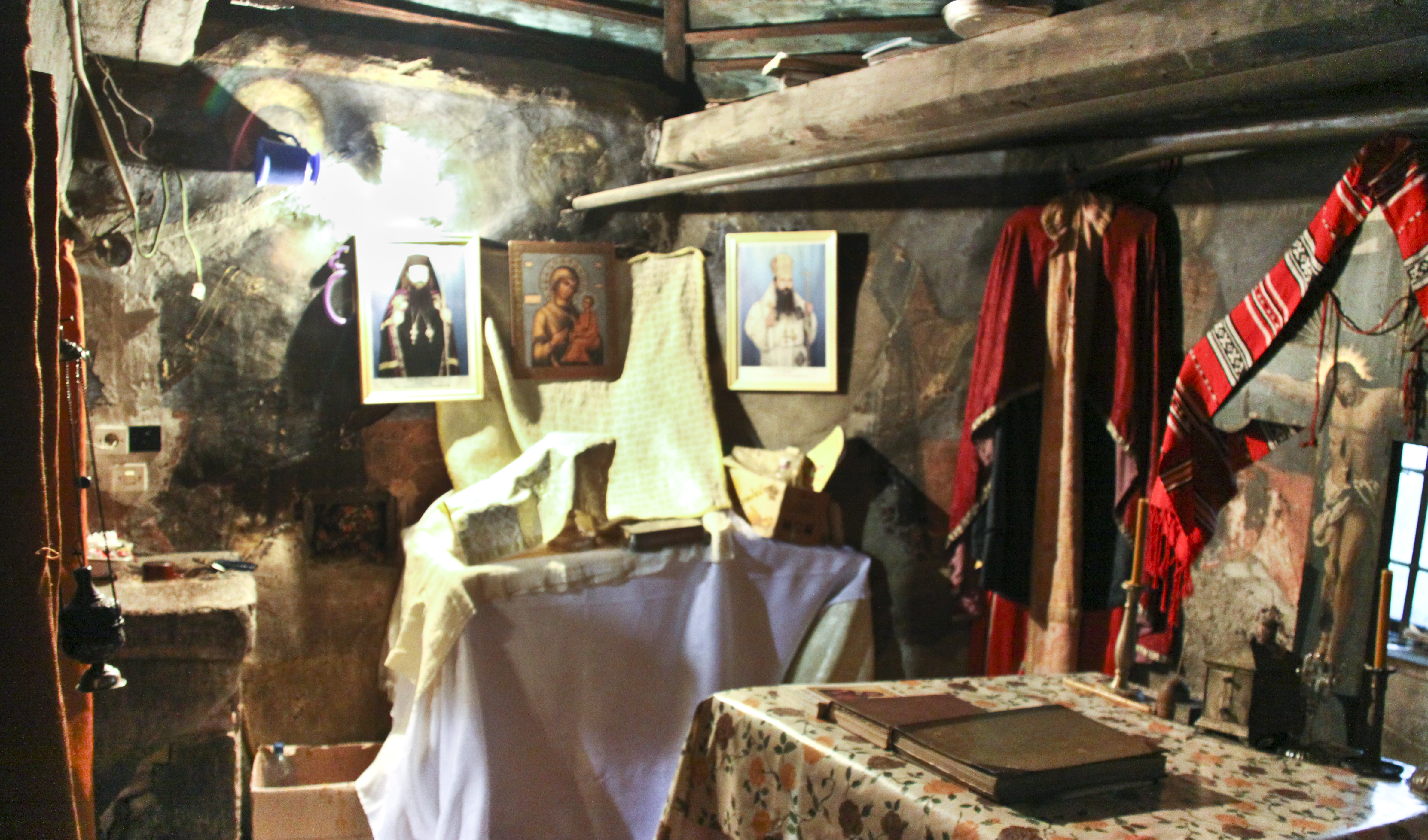
altar, nord
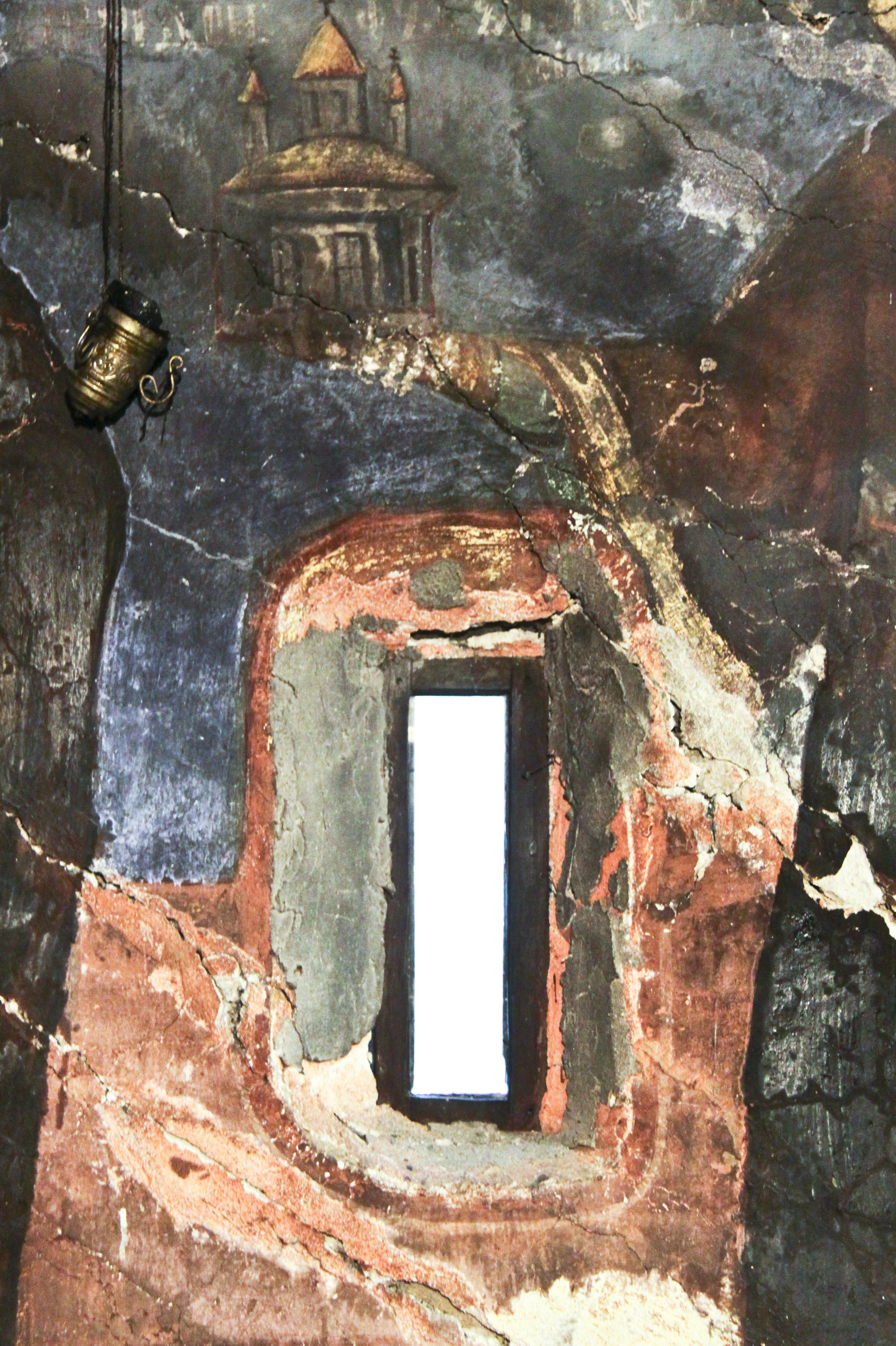
altar, sud, fereastră originală